# Fumane
Fumane (Fumàne in veneto) è un comune italiano di 4 194 abitanti della provincia di Verona in Veneto. Geograficamente localizzato in Valpolicella, si estende per circa 34 km² di superficie, con un'altitudine che va da un minimo di 156 m s.l.m. ad un massimo di 1 128 m s.l.m. Situato a circa 18 chilometri da Verona in direzione nord ovest, è circondato dalle sue frazioni di Mazzurega, Cavalo, Verago di Sotto e Verago di Sopra, Molina e Breonio.
Il consiglio comunale, il 14 Marzo 2024, ha deliberato il cambio di nome del comune in Fumane di Valpolicella. Non è previsto il referendum poiché è stato raggiunto il quorum durante l'assemblea. Spetterà alla Regione Veneto proseguire l'iter per il cambio di nomenclatura.
La presenza umana nel territorio risale alla preistoria; sono stati rinvenuti reperti che datano dal paleolitico all'età del bronzo. Nella frazione Molina è stato portato alla luce un sito archeologico preistorico considerato tra i più importanti d'Europa. In epoca romana, Fumane fu centro amministrativo degli Arusnati, una popolazione autoctona che, in Valpolicella, aveva il proprio pagus. Durante l'alto medioevo la zona era chiamata "Val de sala", un toponimo risalente al dominio dei longobardi. Un privilegio concesso nel 1151 da Federico Barbarossa conferma la presenza di un castello. Con la venuta dei veneziani, Fumane viene a far parte del vicariato della Valpolicella, sorretto da un proprio statuto che gli riconferma autonomia amministrativa e fiscale già concessagli durante il periodo scaligero. Questo è un periodo di particolare prosperità, testimoniato dalla costruzione di ville per i ricchi nobili cittadini che qui si recano per affari o villeggiatura. Passato indenne il tumultuoso periodo che vede il passaggio del territorio dalla Serenissima alla Francia napoleonica prima e all'impero asburgico poi, durante l'Ottocento si assiste ad una costante crescita demografica, tuttavia frenata da frequenti carestie e da epidemie che colpiscono la popolazione più povera.

## Geografia fisica
Fumane fa parte della Valpolicella e dista circa 18 chilometri da Verona, in posizione nord ovest rispetto al capoluogo di provincia. Confina con i comuni di Dolcè, Marano di Valpolicella, San Pietro in Cariano, Sant'Ambrogio di Valpolicella, Sant'Anna d'Alfaedo. Il territorio comunale è caratterizzato da un'estensione pianeggiante posta a sud e da una restante zona montuosa, che si estende verso i monti Lessini. Complessivamente l'altitudine varia da un minimo di 156 m s.l.m. ad un massimo di 1128 m s.l.m., mentre la superficie totale è di circa 34 km².
Il grado di sismicità della zona è considerato basso.

### Territorio
Il territorio fumanese si estende in una vallata sulla quale predominano a nord il Corno d'Aquilio e a nord-ovest il Monte Pastello, mentre ai fianchi alcuni rilievi collinari la separano dalla valle di Gargagnago ad occidente, e da quella di Marano ad oriente. In direzione da nord verso sud, la vallata si apre gradualmente su una pianura alluvionale, alternata tuttavia da qualche modesto rilievo, che prosegue con il territorio di San Pietro in Cariano, fino ad lambire il fiume Adige che delimita a meridione la Valpolicella.
Le zone pianeggiante e collinare sono intensamente coltivate, seppure in parte urbanizzate. Vi si trovano principalmente ampi vigneti, ma non mancano ciliegeti e oliveti. I vitigni più pregiati giacciono in collina, su ameni terrazzamenti, chiamati in dialetto "marogne". Frequenti fino alla metà del XX secolo, i campi di cereali e di gelso sono oramai totalmente scomparsi. Nella zona montuosa, oltrepassati i quattro-cinquecento metri, il territorio è essenzialmente caratterizzato da boschi e prati utilizzati per il pascolo.

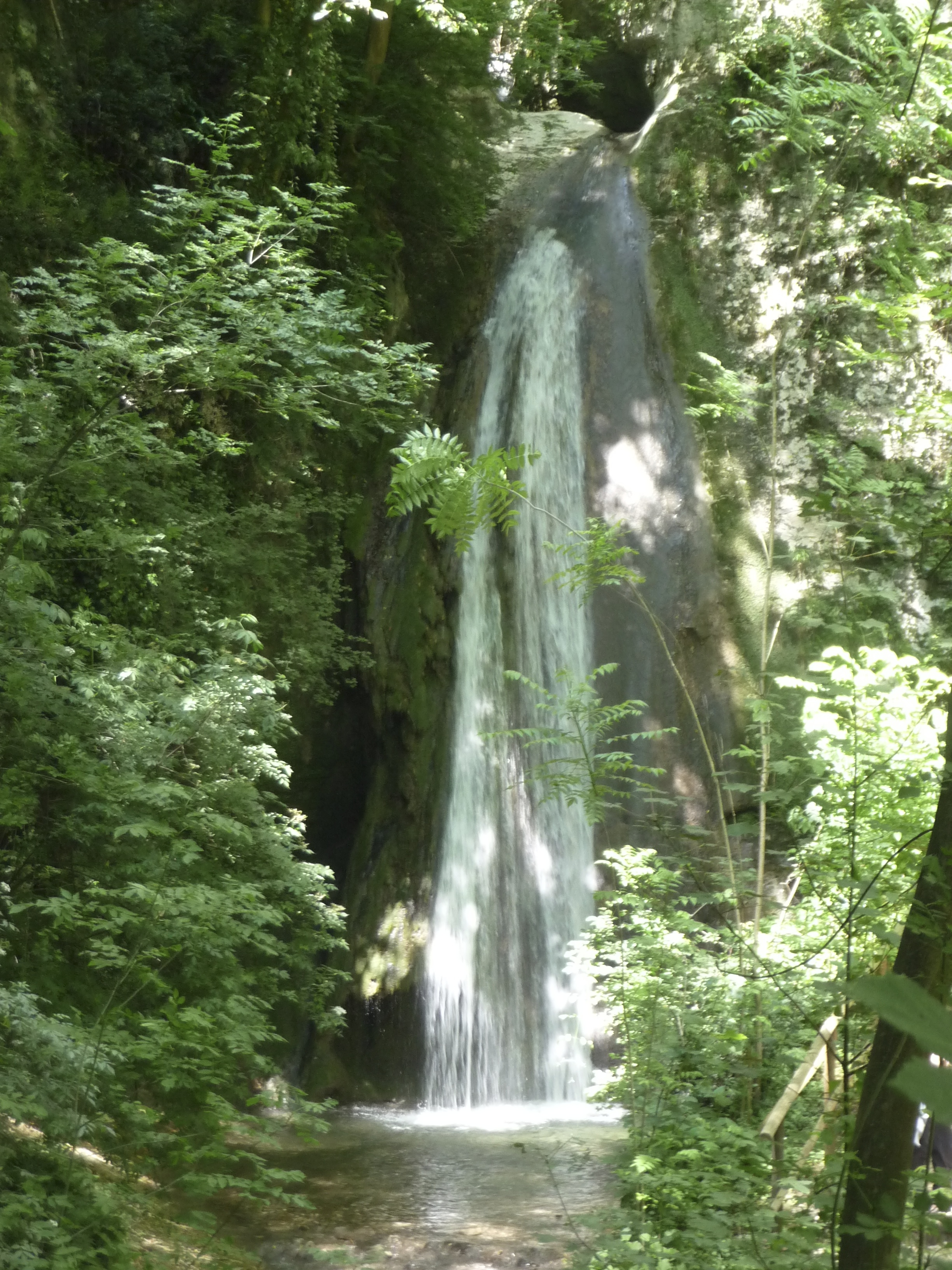
Cascate di Molina.

La valle di Fumane è percorsa da alcuni torrenti (chiamati in dialetto "progni") che confluiscono nel progno di Fumane. La sorgente più elevata si trova a sud-est del monte Loffa (a circa 1000 m s.l.m.) in una zona chiamata valle di Gravazzo. Scendendo di poco, altre piccole sorgenti alimentano il corso d'acqua, che dopo poco si ingrossa presentandosi come un torrente di portata discreta che sgorga verso valle, attraversando suggestivi e intricati passaggi, come le cascate di Molina. Proseguendo, il torrente viene alimentato da altri corsi d'acqua che lo intersecano, scendendo via via dalle colline laterali della valle; da sinistra confluiscono il progno di Spiazzo e il rio Mandrago, da destra il torrente che nasce da Paroletto e quello che scende da forte Masua, attraverso il vaio Brunesco (una stretta insenatura nella roccia formata dall'erosione dell'acqua). Da qui in poi, il torrente prende ufficialmente il nome di "progno di Fumane". Ormai arrivato quasi allo sbocco della valle, riceve le acque dei torrenti Resentera e Pangoni, entrambi originatisi a Molane. Nel tratto finale, dopo aver percorso quasi 22 chilometri, e aver attraversato il territorio pianeggiante di Fumane e di San Pietro in Cariano, termina il suo corso riversandosi nell'Adige nel comune di Pescantina.
La grande valle di Fumane è la più profonda delle tre che compongono la Valpolicella, e assume, nella territorio più alto, il nome di "Valle dei Progni", essendo profondamente scavata nei calcari giurassici del Vaio di Gravasso sin sopra a Breonio. La maggior parte delle formazioni rocciose risalgono all'era mesozoica, e traggono origine da sedimenti marini. Nella zona si riscontra anche la presenza di rocce del cretaceo. In tutto il territorio si possono ritrovare numerosi fossili.

### Clima
Il clima è complessivamente mite durante tutto il periodo dell'anno, soprattutto durante la stagione invernale, grazie alla protezione a nord dei monti Lessini; la buona esposizione al sole verso sud lo fa avvicinare di molto a quello di tipo mediterraneo, che favorisce la crescita di numerose piante di cipresso ed ulivo. Nei mesi invernali, la temperatura generalmente risulta più bassa nelle zone pianeggianti rispetto alla collina, ma raramente scende di molti gradi sotto lo zero (ad eccezione della zona montuosa). D'estate, invece, le temperature massime si aggirano mediamente tra i 25-30 gradi mentre le minime gravitano tra i 18 e i 20, con una lieve escursione termica tra la collina (generalmente più fresca e ventilata) e la zona pianeggiante.
I giorni di nebbia sono circa 25-30 nelle zone di fondo valle, mentre non superano i 15 in quelle collinari fino ad un'altezza di 500 metri.
La piovosità media annua è di 850 mm nella zona più pianeggiante, di 1.200 mm nella zona tra i 500 ed i 700 m e infine di 1 000 mm nella zona montana. Le precipitazioni sono concentrate soprattutto in primavera ed autunno, mentre in estate si possono verificare intensi fenomeni temporaleschi, talora accompagnati da grandine. La neve è rara, e generalmente non vi si mantiene a lungo. I venti invernali dominanti sono la bora, che soffia da nord-est, e lo scirocco, proveniente da sud-est. Occasionalmente si manifesta anche il vento di föhn, caratterizzato da raffiche molto elevate. D'estate si hanno, di norma, leggere brezze. Dal punto di vista legislativo, il comune ricade nella "Fascia climatica E" con 2.618 gradi giorno.
Di seguito si riportano i dati della stazione meteorologica di Verona Boscomantico, situata a pochi chilometri a sud-est rispetto al capoluogo e quindi sufficientemente significativi almeno per quanto riguarda la parte in pianura del territorio.
| Verona Boscomantico (1961-1990)                      | Mesi | Mesi | Mesi  | Mesi  | Mesi  | Mesi  | Mesi  | Mesi  | Mesi  | Mesi | Mesi | Mesi | Stagioni | Stagioni | Stagioni | Stagioni | Anno   |
| Verona Boscomantico (1961-1990)                      | Gen  | Feb  | Mar   | Apr   | Mag   | Giu   | Lug   | Ago   | Set   | Ott  | Nov  | Dic  | Inv      | Pri      | Est      | Aut      | Anno   |
| ---------------------------------------------------- | ---- | ---- | ----- | ----- | ----- | ----- | ----- | ----- | ----- | ---- | ---- | ---- | -------- | -------- | -------- | -------- | ------ |
| T. max. media (°C)                                   | 6,4  | 8,8  | 13,1  | 17,4  | 21,6  | 25,9  | 28,7  | 27,9  | 23,9  | 18,0 | 11,4 | 7,1  | 7,4      | 17,4     | 27,5     | 17,8     | 17,5   |
| T. media (°C)                                        | 3,2  | 5,3  | 9,1   | 13,0  | 16,9  | 20,9  | 23,7  | 23,1  | 19,5  | 14,1 | 8,4  | 3,4  | 4,0      | 13,0     | 22,6     | 14,0     | 13,4   |
| T. min. media (°C)                                   | 0,0  | 1,7  | 5,2   | 8,6   | 12,2  | 16,0  | 18,7  | 18,3  | 15,2  | 10,3 | 5,4  | 0,5  | 0,7      | 8,7      | 17,7     | 10,3     | 9,3    |
| Nuvolosità (okta al giorno)                          | 6    | 5    | 5     | 5     | 4     | 4     | 3     | 3     | 4     | 4    | 6    | 5    | 5,3      | 4,7      | 3,3      | 4,7      | 4,5    |
| Precipitazioni (mm)                                  | 46   | 41   | 47    | 52    | 80    | 73    | 68    | 74    | 60    | 68   | 59   | 44   | 131      | 179      | 215      | 187      | 712    |
| Giorni di pioggia                                    | 6    | 5    | 7     | 7     | 10    | 8     | 7     | 6     | 6     | 6    | 7    | 6    | 17       | 24       | 21       | 19       | 81     |
| Radiazione solare globale media (centesimi di MJ/m²) | 560  | 880  | 1 340 | 1 710 | 2 040 | 2 230 | 2 270 | 1 920 | 1 460 | 980  | 590  | 430  | 1 870    | 5 090    | 6 420    | 3 030    | 16 410 |

## Storia

### Preistoria e antichità

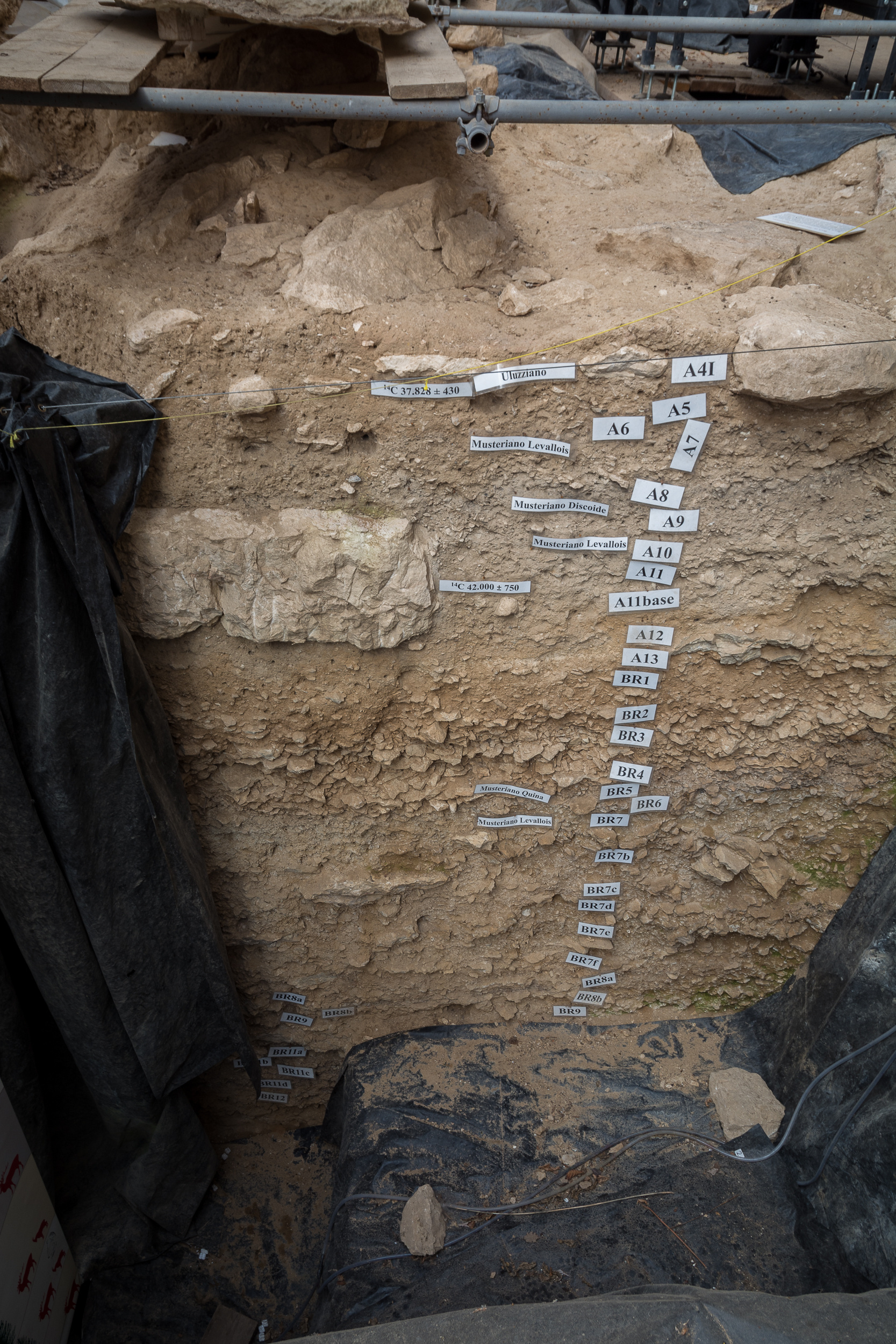
Scavo nella grotta di Fumane che mostra i vari strati attribuibili alle diverse ere storiche.

Il territorio comunale è ricco di testimonianze della presenza dell'uomo fin dalla preistoria, con reperti che vanno dal paleolitico all'età del bronzo. Nella frazione Molina è presente il Riparo Solinas (attualmente ridenominato "Grotta di Fumane"), un riparo abitato in epoca preistorica considerato tra i siti più importanti d'Europa per il suo lungo periodo di utilizzo. Gli studi effettuati nel sito da parte dei tecnici del Museo civico di storia naturale di Verona, hanno dimostrato che fu abitato, seppur con alcune interruzioni, da circa 80 000 anni fa a circa 20 000 anni fa. I reperti più antichi, riconducibili al paleolitico medio, sono stati attribuiti a neanderthaliani dediti alla caccia, mentre quelli più recenti sono riconducibili alla cultura aurignaziana del paleolitico superiore. Il passaggio tra le due culture è oggetto di un grande interesse scientifico, e ciò spiega l'importanza della Grotta di Fumane.

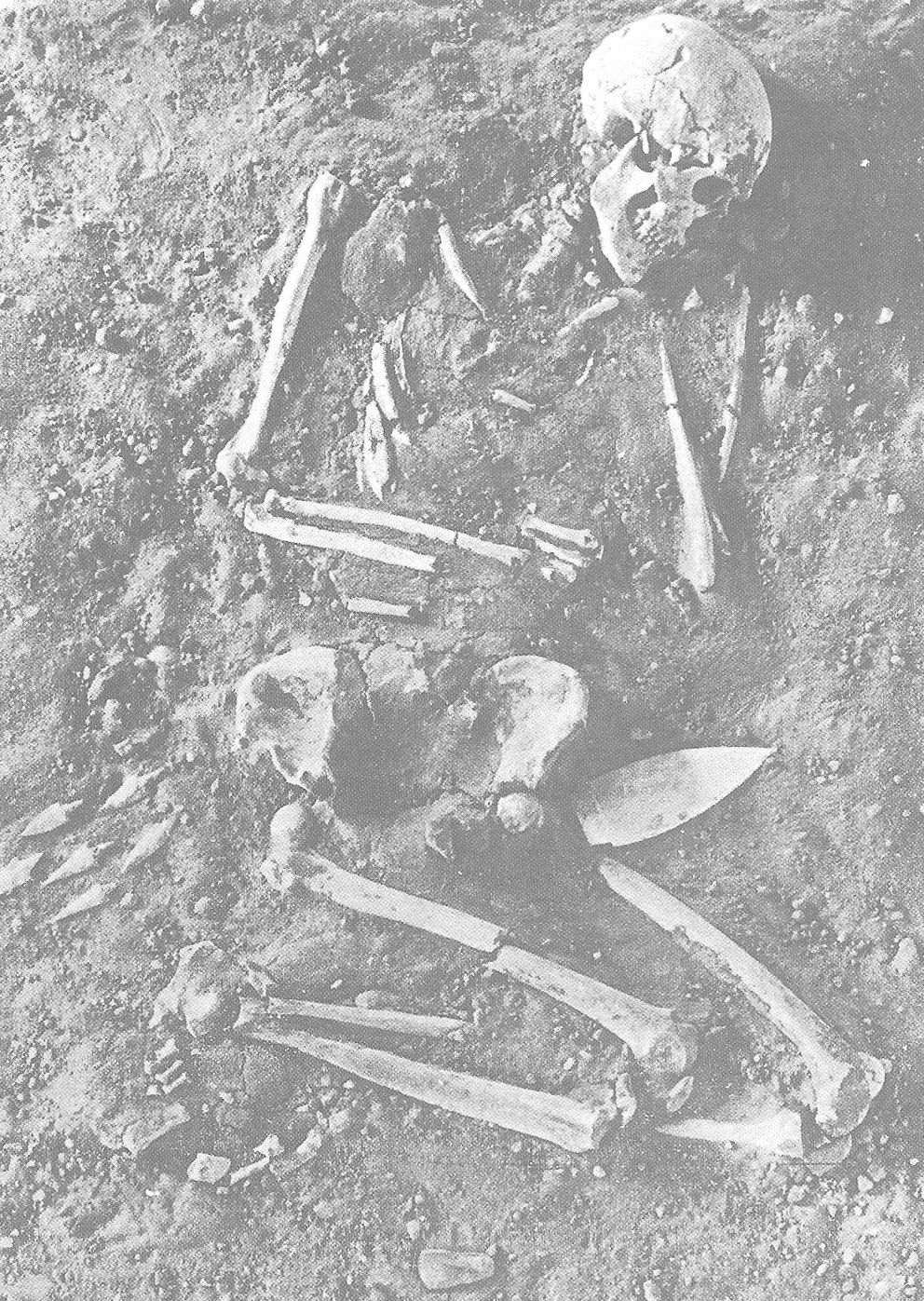
Sepoltura risalente al neolitico, ritrovata nel greto del progno di Fumane.

In seguito ad una inondazione avvenuta nel 1926, sono state casualmente rinvenute alcune sepolture di epoca neolitica, che gli archeologi hanno attribuite alla cultura dei vasi a bocca quadrata. Grazie a successivi scavi, effettuati negli anni 1950, si è ipotizzato che a nord della frazione di Cavalo vi fosse un insediamento risalente alla media età del bronzo, simile ad altri villaggi fortificati (castellieri) posti sulla sommità di rilievi, che sorsero numerosi in quei secoli in svariate zone dell'attuale territorio comunale e in altre posizioni arroccate nella Valpolicella e sulla Lessinia.
In epoca romana il pagus Arusnatium, una circoscrizione amministrativa autonoma abitata da una popolazione autoctona, aveva il proprio centro amministrativo in zona di Fumane, mentre San Giorgio rimaneva il luogo di riferimento religioso. Le iscrizioni del periodo degli Arusnati, popolazione di probabile origine etrusca o comunque italica che si stanziò nella zona già a partire dal V secolo a.C., si possono ammirare in gran numero al Museo Lapidario Maffeiano di Verona. Allo sbocco della piana di Fumane, verso San Pietro in Cariano, è nota la presenza di una casa romana con annessi rustici: il grande complesso è legato al toponimo "ruine", tuttora in uso, ma già testimoniato in documenti del secolo decimoprimo. Altri toponimi di probabile origine romana rimangono nel capoluogo: Degnano (da Dignus), Osan (da Voxius), Marzane (da Martius), Carcirago (da Carcirius). A Cavalo è degna di menzione la dedica a Lualda, divinità arusnate, venuta di recente alla luce nel pavimento della "chiesa vecchia".

### Storia medievale
Nell'Alto Medioevo Fumane fu sottoposta a dominio longobardo. Grazie al testamento del Vescovo di Verona Nokterio, datato 15 novembre 927, sappiamo che la valle era chiamata Val de sala, un toponimo proveniente dalla lingua longobarda. Un rogito notarile del 24 maggio 1054 menziona la presenza nella vallata di un castello, i cui limitrofi campi furono donati da alcuni abitanti all'Abbazia di San Zeno di Verona. Non è mai stata trovata traccia di alcun resto di questo castrum, anche se la sua presenza è attestata da altri documenti in cui viene nominato "castello di Monteclo".
Il feudo monastico dell'Abbazia di san Zeno si estendeva nella parte meridionale del comune, e comprendeva la chiesetta di Santa Maria del Degnano, in località Vaio, edificio religioso romanico sorto su un precedente luogo sacro pagano, del quale si ha notizia già a partire dal 1163. Riedificata integralmente nel XV secolo, dell'edificio originale rimangono solo poche tracce. All'inizio del XII secolo il toponimo "Fumane" inizia a comparire sui documenti ufficiali. Si ritiene che il paese sia inizialmente sorto nei pressi della località Banchette, sul colle Fumana, ove doveva essere presente un castello menzionato, tra l'altro, su un privilegio concesso nel 1151 da Federico Barbarossa alla chiesa vescovile. A quel tempo, per preservare dai pericoli innescati dalle inondazioni del progno Fumane che minacciavano case e campi, gli insediamenti abitativi erano posti ai lati della vallata, mentre la zona più centrale era lasciata libera per permettere alle acque di defluire senza causare danni. Risultavano perciò abitati i paesi di fondovalle di Volpare, Casterna, Degnano, Osan, Fumane (l'attuale Banchette) e Montecchio (probabilmente l'attuale Marega), oltre agli insediamenti di Mazzurega, Cavalo e Molane, questiultimi posti in quota.

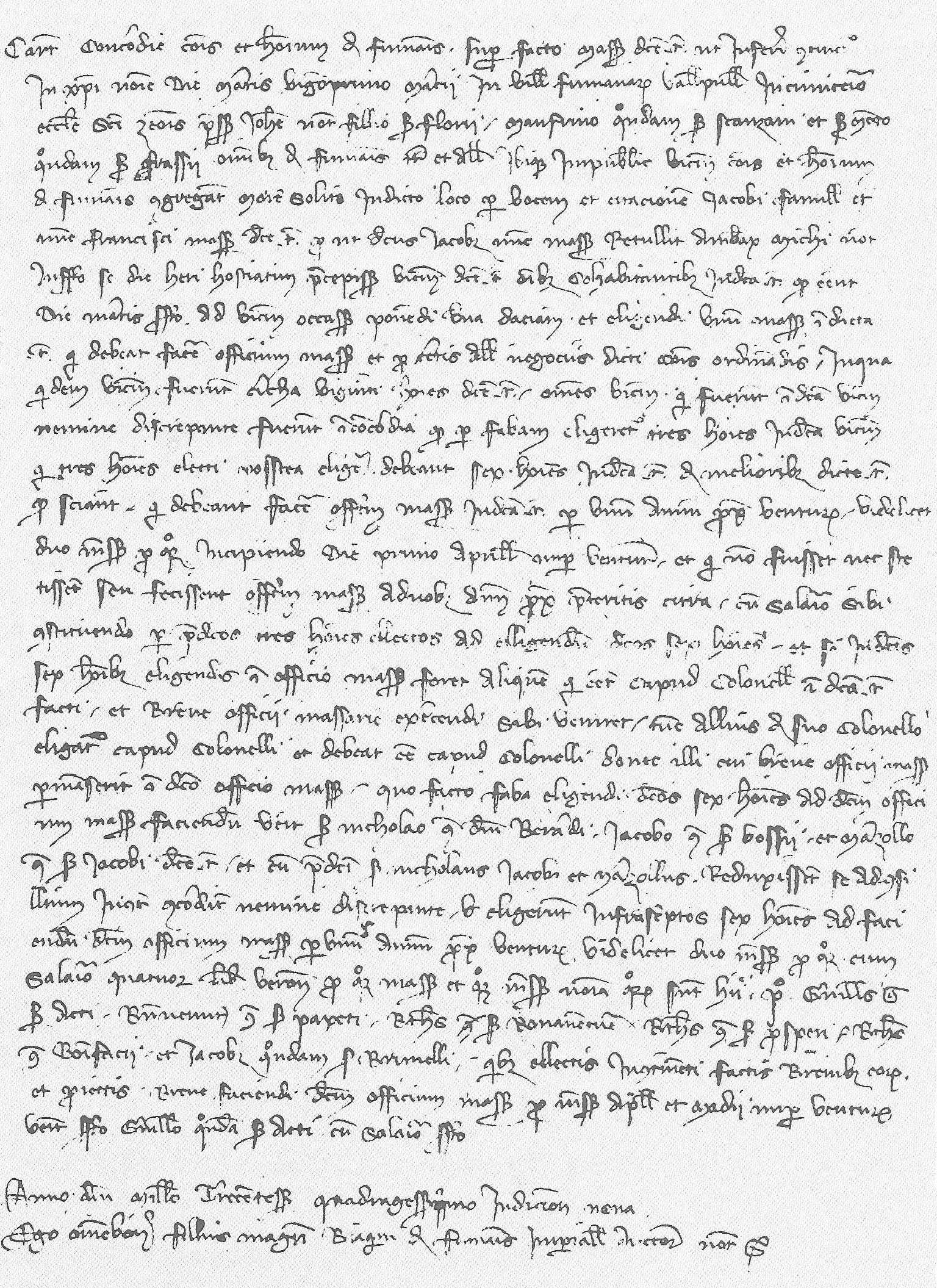
Il verbale di un consiglio comunale del 1341 che ci permette di stimare il numero degli abitanti del tempo.

Grazie ad un verbale di un consiglio comunale giunto fino a noi, si può stimare che la popolazione di Fumane del 1341 contasse tra i trecentocinquanta e i quattrocento abitanti. I paesi di Cavalo e Mazzurega erano abitati da circa 150 persone ognuno. La sussistenza degli abitanti delle zone più pianeggianti era garantita dalla coltivazione della vite e dei cereali, nonché di alberi da frutto, mentre chi viveva nella zona collinare era dedito all'allevamento e alla raccolta della legna dai boschi.
Se pochi sono i resti dell'Alto Medioevo giunti fino a noi, più numerose si fanno le presenze monumentali risalenti al Basso Medioevo. Quando i veneziani misero in vendita i beni della Fattoria Scaligera, i Maffei acquistarono qui case e campi che passarono poi, a metà del secolo XVI, ai Della Torre, i quali vi costruirono l'attuale monumentale villa. I documenti del secolo XV parlano già di un "palazzo" e di una "chiesa di Santa Maria della Corte" che qui preesistevano alla villa; recenti restauri hanno messo in luce preesistenze trecentesche. Lo stesso toponimo "Vicarie" è assai indicativo, avendo appunto Federico della Scala il titolo di Vicario, oltre che di Conte della Valpolicella.
Anche la chiesa di San Zeno a Fumane, assieme all'annesso cimitero, risale ai primi decenni del Trecento; nel secolo successivo verrà ricostruita ed elevata a chiesa parrocchiale affrancandola dalla pieve di San Floriano, e dotata di fonte battesimale riportante incisa la data del 1º giugno 1442. In origine, nella nuova parrocchia risiedeva un rettore, e solo saltuariamente vi si recava un sacerdote per celebrare le funzioni religiose; bisognerà aspettare i primi anni dell'XV secolo per averne uno stabile. Nella struttura della diocesi veronese, Cavalo e Mazzurega dipendevano dalla pieve di San Giorgio di Valpolicella.

### Storia moderna

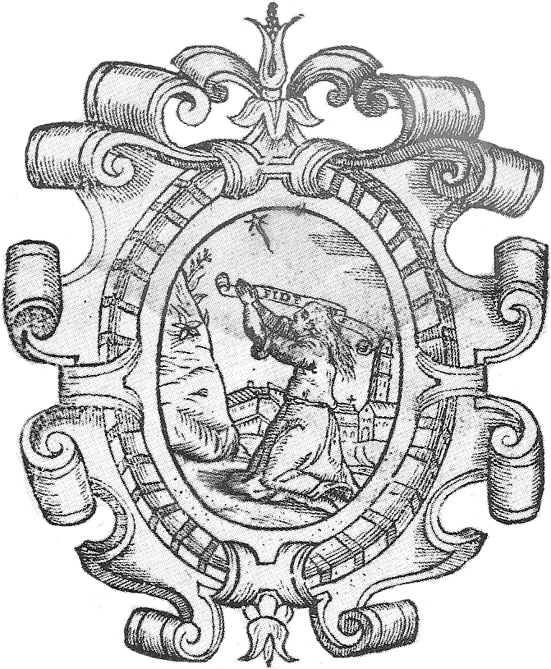
Stemma del Vicariato della Valpolicella

Col passaggio sotto il dominio veneziano, sancito dalla dedizione di Verona a Venezia del 24 giugno 1405, Fumane entrò a far parte del Vicariato della Valpolicella, sorretto da un proprio statuto e con sede a San Pietro in Cariano. La Serenissima riconfermò alla popolazione locale tutti i diritti e privilegi che le erano stati concessi durante il periodo scaligero, garantendole così una propria autonomia amministrativa e l'esenzione da alcuni gravami fiscali.
Fenomeno tipico negli anni fra Quattro e Cinquecento è l'edificazione di numerose ville, in Valpolicella e anche nella vallata fumanese: Villa Della Torre in località Banchette; Villa Salle-Jenna in località La Volta; Villa Marchiori-Cerù-Cicogna nella piazza del Capoluogo.
Nella prima metà del XVI secolo, l'odierno territorio del comune Fumane contava complessivamente circa 1 300 abitanti in crescita costante. La pressione demografica spinse alla formazione di nuove contrade, come La Cà, Verago e Molane. Un censimento datato 1555 e redatto per volontà del comune riferisce che la popolazione era dedita all'allevamento massivo di pecore e capre (se ne contano complessivamente oltre 2 000), mentre i pochi animali di grossa taglia presenti venivano utilizzati prevalentemente per i lavori agricoli nei campi e nei prati, che producevano circa 270 carri da fieno. I cortili erano popolati da conigli, maiali, oche, galline e molti piccioni, mentre i boschi offrivano abbondante selvaggina. Grazie a questo apporto, alla popolazione era garantita una corretta alimentazione.

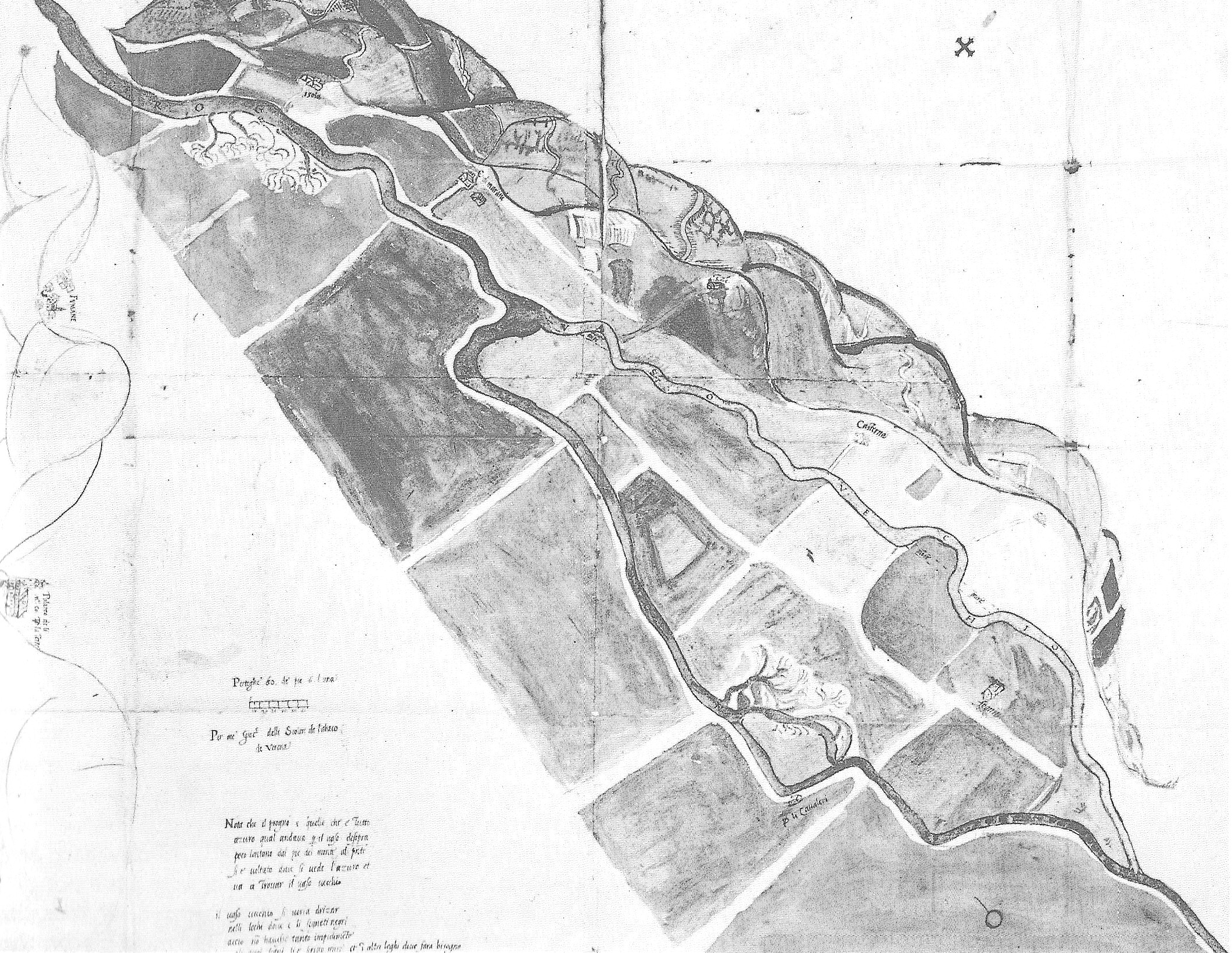
La valle di Fumane raffigurata in una mappa della metà del XVI secolo. È la più antica mappa della zona, mostra in particolare la situazione idrografica dopo la rottura degli argini del Progno.

Nel 1576 un'epidemia di peste provocò un brusco decremento della popolazione, un infausto preludio a quello che avverrà più tardi con la peste del 1630, che decimerà gli abitanti portando il computo totale a solo poco più di 500 persone. Oltre ai devastanti effetti sulla demografia, la peste manzoniana paralizzò la realizzazione di importanti lavori che proseguivano da alcuni anni, come quelli relativi al riassesto idrogeologico del territorio o quelli di una progressiva trasformazione fondiaria di recupero di zone paludose, causando anche un rallentamento della diffusione di colture specializzate, e comportando un grave impatto sull'economia che si protrarrà per decenni.
Sarà necessario attendere la fine del XVII secolo per vedere nuovamente una consistente crescita demografica, che porterà la popolazione a superare per numero quella antecedente alle epidemie di peste. Per sfamare tutti gli abitanti vengono realizzati dei terrazzamenti (che qui prendono il nome di marogne) al fine di incrementare la superficie da dedicare all'agricoltura. Nuove attività imprenditoriali si sviluppano grazie alla coltivazione del gelso per il baco da seta. In questo periodo la zona conosce, dunque, un grande sviluppo su più fronti.

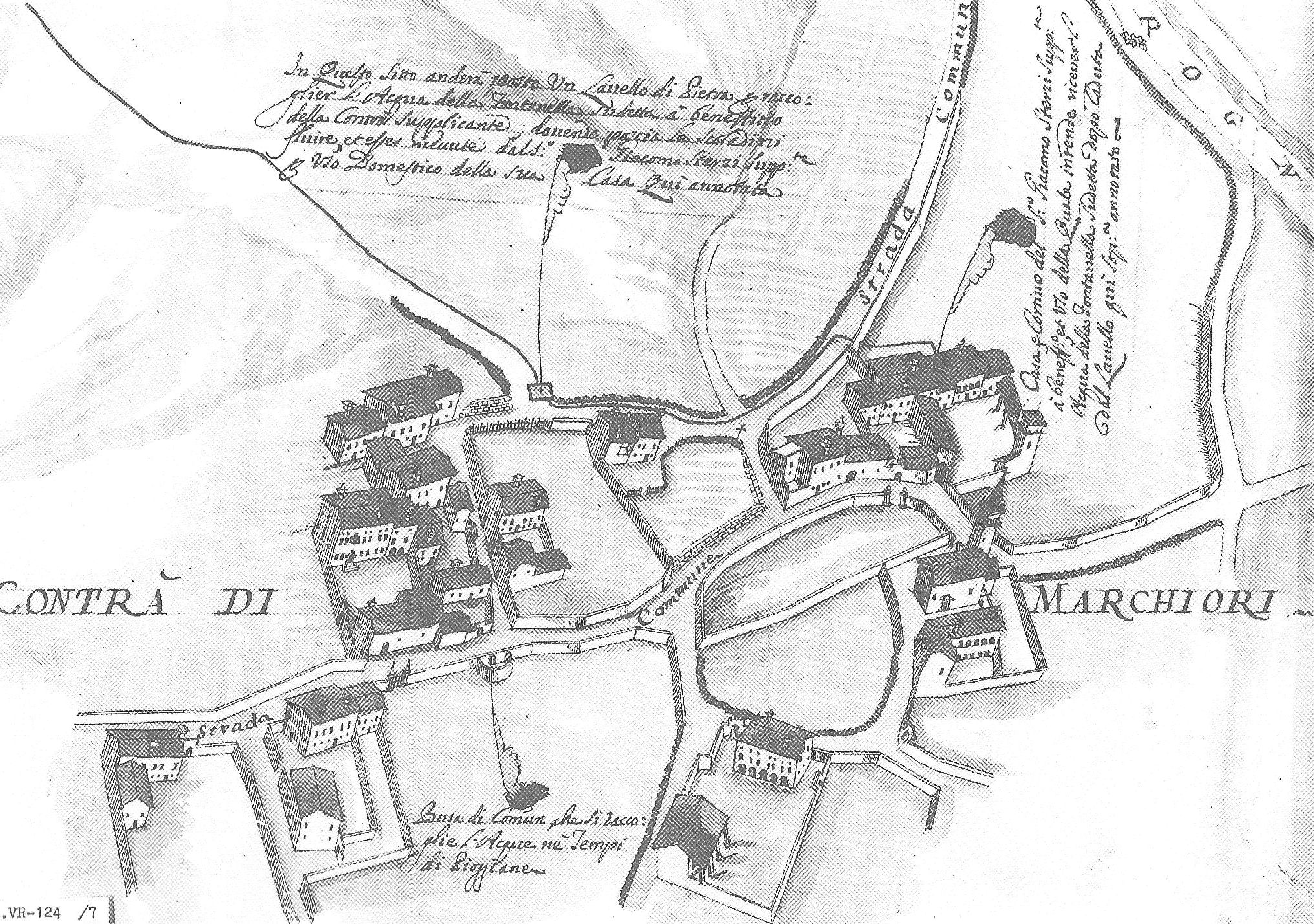
Particolare dell'abitato di Fumane, in una mappa del 1710. Archivio di Stato di Venezia.

Durante il Settecento si registra un rinnovamento dell'edilizia religiosa. A Fumane e a Mazzurega si riedificano le due chiese parrocchiali (vecchie di qualche secolo) mentre a Cavalo e a Breonio se ne costruiscono due di completamente nuove, in posizione diversa dalle due antiche.

### Storia contemporanea
Nel 1796 l'esercito francese, con a capo Napoleone Bonaparte, conquistò Verona ponendo di conseguenza anche Fumane sotto il proprio dominio. In seguito al trattato di Campoformio, che decretava la scomparsa della repubblica di Venezia, venne soppresso il Vicariato della Valpolicella, che tuttavia venne ristabilito per un breve periodo in seguito alla cessione del Veneto all'Austria, per poi scomparire definitivamente in seguito alla pace di Presburgo del 1805, quando tutto il Veneto tornò sotto il dominio napoleonico. Con la Restaurazione e il Congresso di Vienna del 1814-15, Fumane passò stabilmente sotto il controllo dell'impero austro-ungarico. Nonostante questo continuo susseguirsi di mutamenti politici e militari il comune, grazie alla sua posizione defilata, riuscì a tenersi in disparte da queste travagliate vicende, mantenendo una propria continuità amministrativa, anche se dovette però rinunciare a parte della propria autonomia ed ai privilegi con il tramonto del Vicariato.
Particolarmente ardua è la vita dei contadini fumanesi per tutto il XIX secolo. I prodotti più pregiati, come olio, frumento, vino, seta, sono destinati esclusivamente al mercato esterno, mentre gli abitanti più poveri devono accontentarsi di una alimentazione incompleta basata sul consumo del mais e dei suoi derivati. Questo tipo di alimentazione, povera di vitamine, unita alla carenza dell'approvvigionamento idrico, fece sì che tra la popolazione malnutrita si diffondessero epidemie di vaiolo e colera, mentre molti si ammalarono anche di tubercolosi e di pellagra. Nonostante ciò, Fumane assistette ad un costante incremento demografico. I dati forniti dai registri parrocchiali raccontano che l'odierno territorio comunale contava, nel 1841, una popolazione di 1 879 abitanti che salgono a 2070 solamente un decennio più tardi.

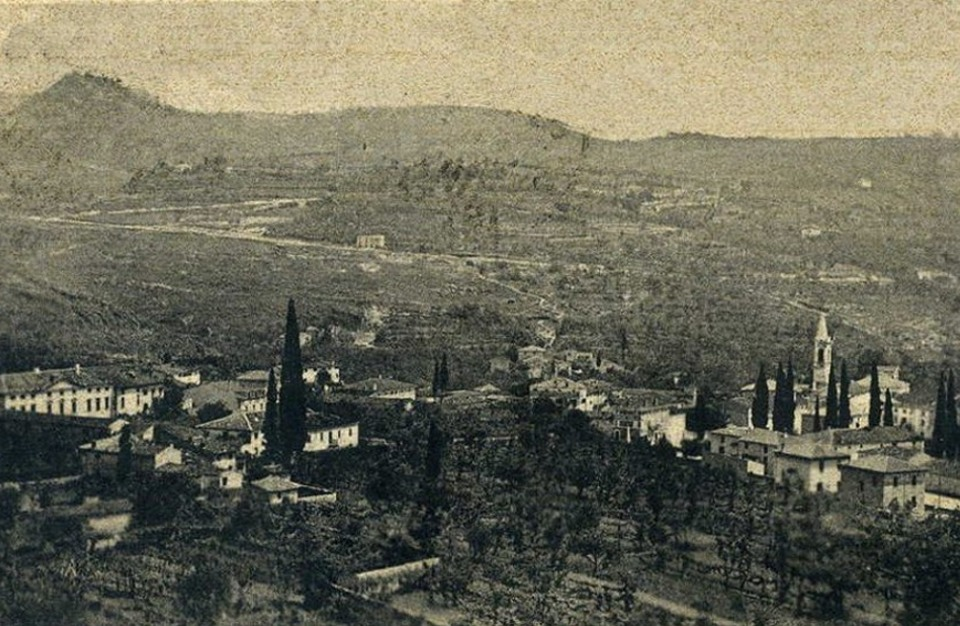
Fumane come si presentava all'inizio del XX secolo circa.

Come se non bastasse, la già arretrata e poco produttiva agricoltura di sussistenza vede decimare i raccolti a causa delle malattie. In particolare si ricorda l'epidemia di peronospora, che minacciò i fumanesi nel 1859 e portò alla costruzione del santuario della Madonna de La Salette come offerta votiva, e il diffondersi dello ioidio. La popolazione di fine ottocento era prevalentemente formata da manovali e da contadini, quasi tutti piccoli e piccolissimi proprietari terrieri, e come in altre realtà simili questa perdurante crisi del settore agricolo contribuì a quel fenomeno diffuso in tutto il Veneto di immigrazione in altri paesi.
Allo scoppio della prima guerra mondiale la popolazione, che allora contava circa 3 000 abitanti, si mostrò inizialmente favorevole alla scelta di entrare nel conflitto. Tuttavia, dopo le prime notizie del fronte che parlavano di caduti e di una situazione di stallo, iniziò a serpeggiare una certa paura tra i fumanesi, in quanto il comune si trovava non molto distante dalle zone di combattimento. Alla fine, la popolazione di Fumane dovette contare 28 caduti in battaglia, 7 per malattia, 6 dispersi e 2 soldati deceduti a seguito di malattie.
Gli anni successivi al conflitto furono caratterizzati da una certa instabilità sociale, con scontri tra socialisti, cattolici e, più tardi, fascisti. La comparsa in paese del primo fascio da combattimento avvenne precocemente rispetto al resto della provincia di Verona, risultando operante fin dai primi anni 1920. L'11 marzo del 1929, tramite regio decreto, venne soppresso il comune di Breonio, e il capoluogo con Molina e Gorgusello vennero aggregati a Fumane. Con l'inizio degli anni 1930 la situazione politica iniziò a stabilizzarsi, con il fascismo che ormai aveva ottenuto il pieno potere e consenso sociale in Italia, instaurando un regime.
Negli anni immediatamente successivi alla seconda guerra mondiale si assiste invece al declino del settore agricolo e del conseguente reddito prodotto. La vitalità della popolazione, espressa nei secoli trascorsi, porta alla nascita nel dopoguerra della piccola e media industria, assieme al fiorire altresì di tutte quelle attività del settore terziario ad essa connesse. Lo sviluppo demografico del Paese dà impulso a interventi a carattere residenziale, che si susseguono ad ondate nei vari decenni, con un picco negli anni ottanta, quando il paese raggiunge l'attuale sviluppo demografico e planimetrico.

### Simboli
Lo stemma comunale è rappresentato dalla chiesa a base ottagonale del complesso di Villa Della Torre, con a destra il campanile a torre merlata su prato verde con sfondo azzurro e nuvola retrostante la torre. Il gonfalone è costituito da un drappo rosso con al centro lo stemma.

## Monumenti e luoghi d'interesse

### Architetture religiose

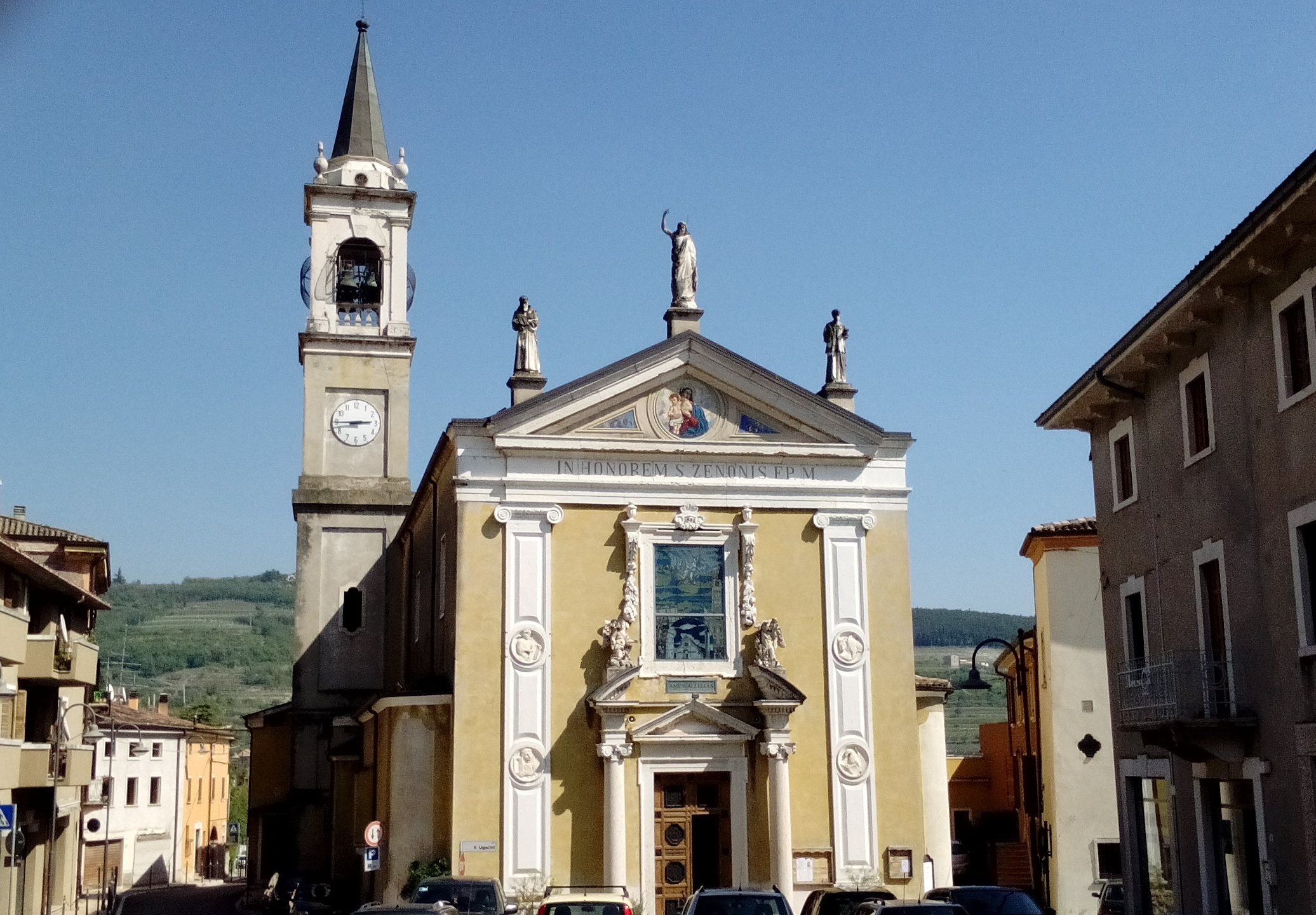
Facciata della chiesa di San Zeno, parrocchiale di Fumane

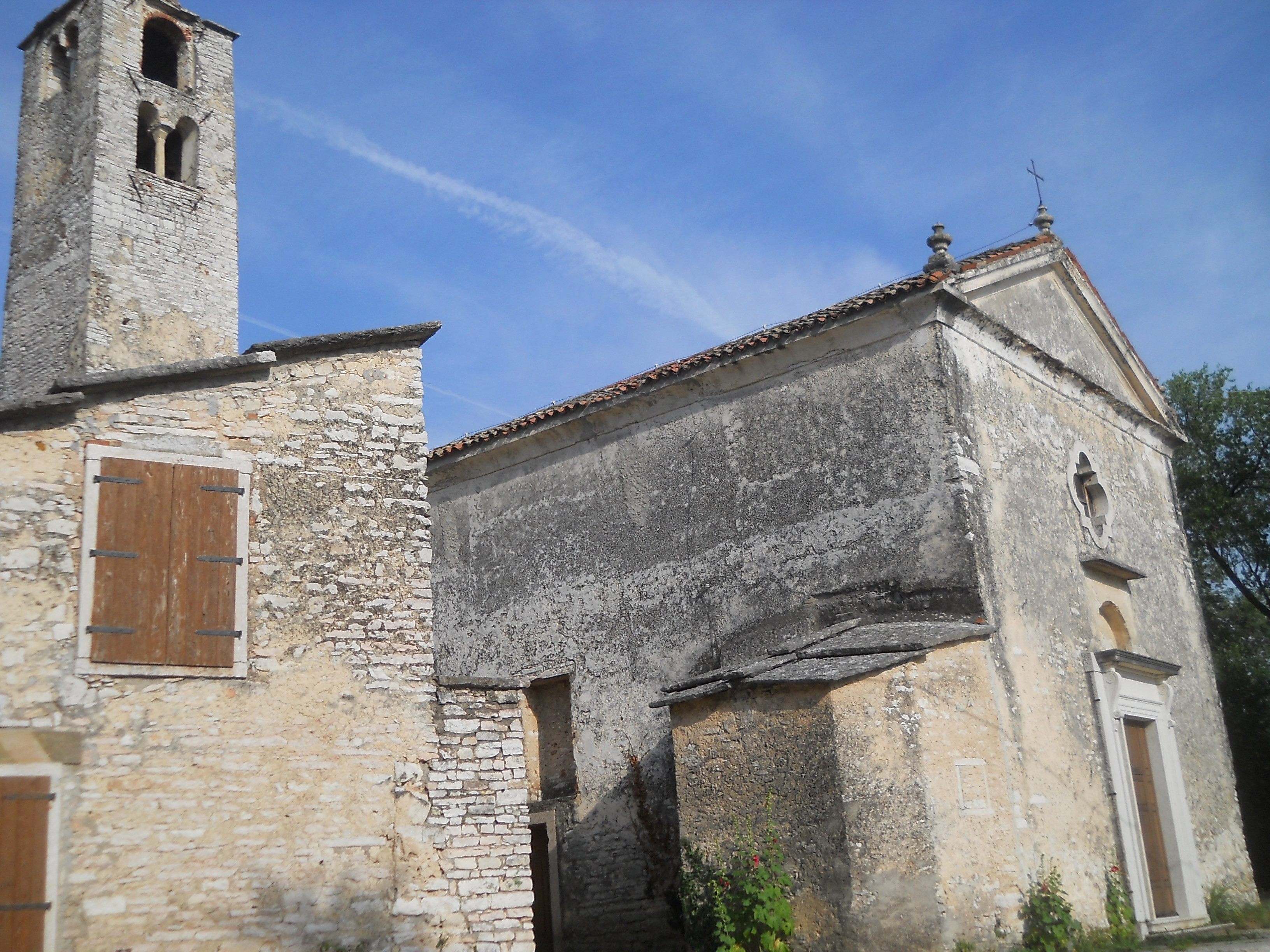
Chiesa Vecchia di Cavalo

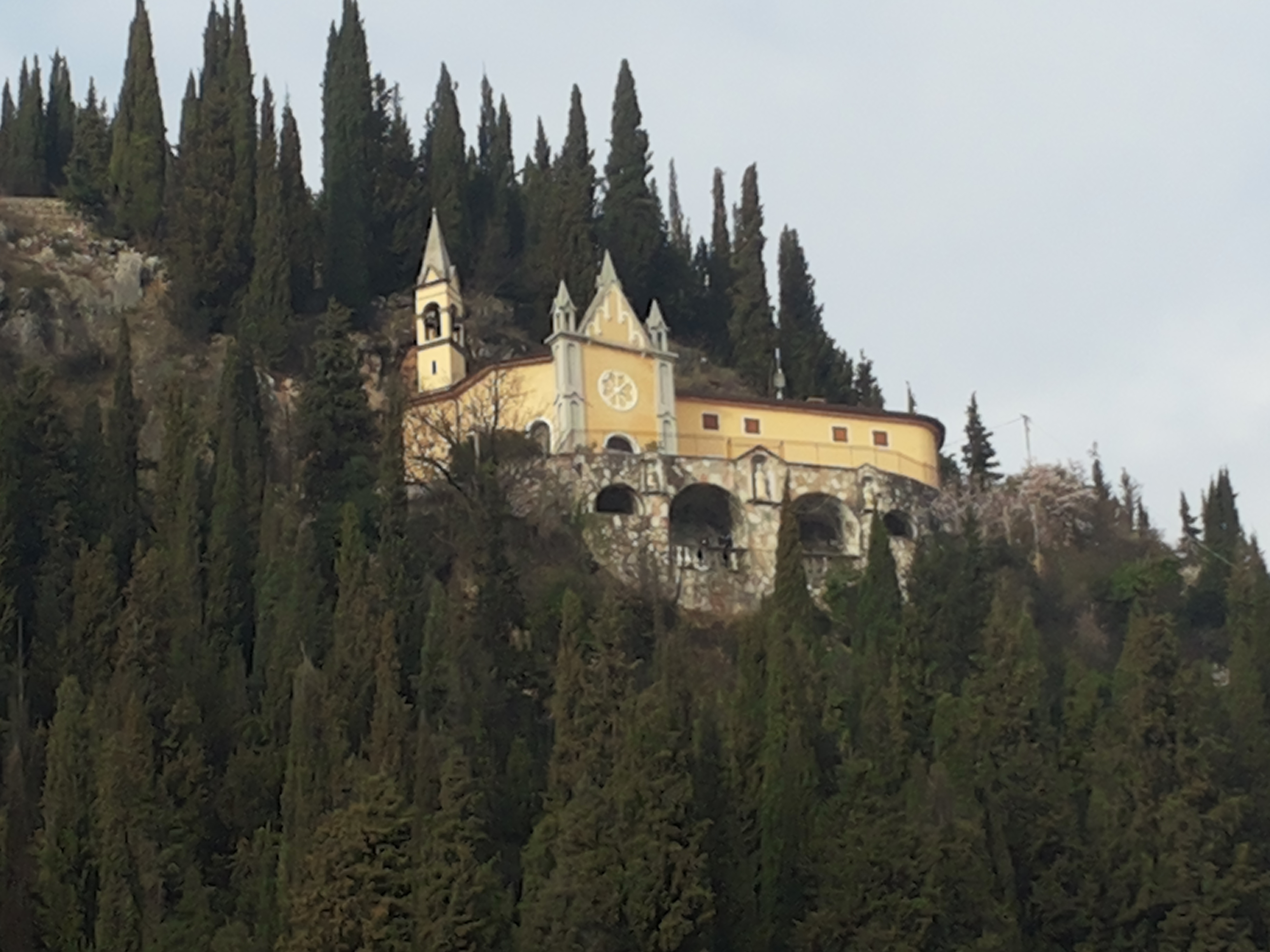
Il Santuario della Madonna de La Salette

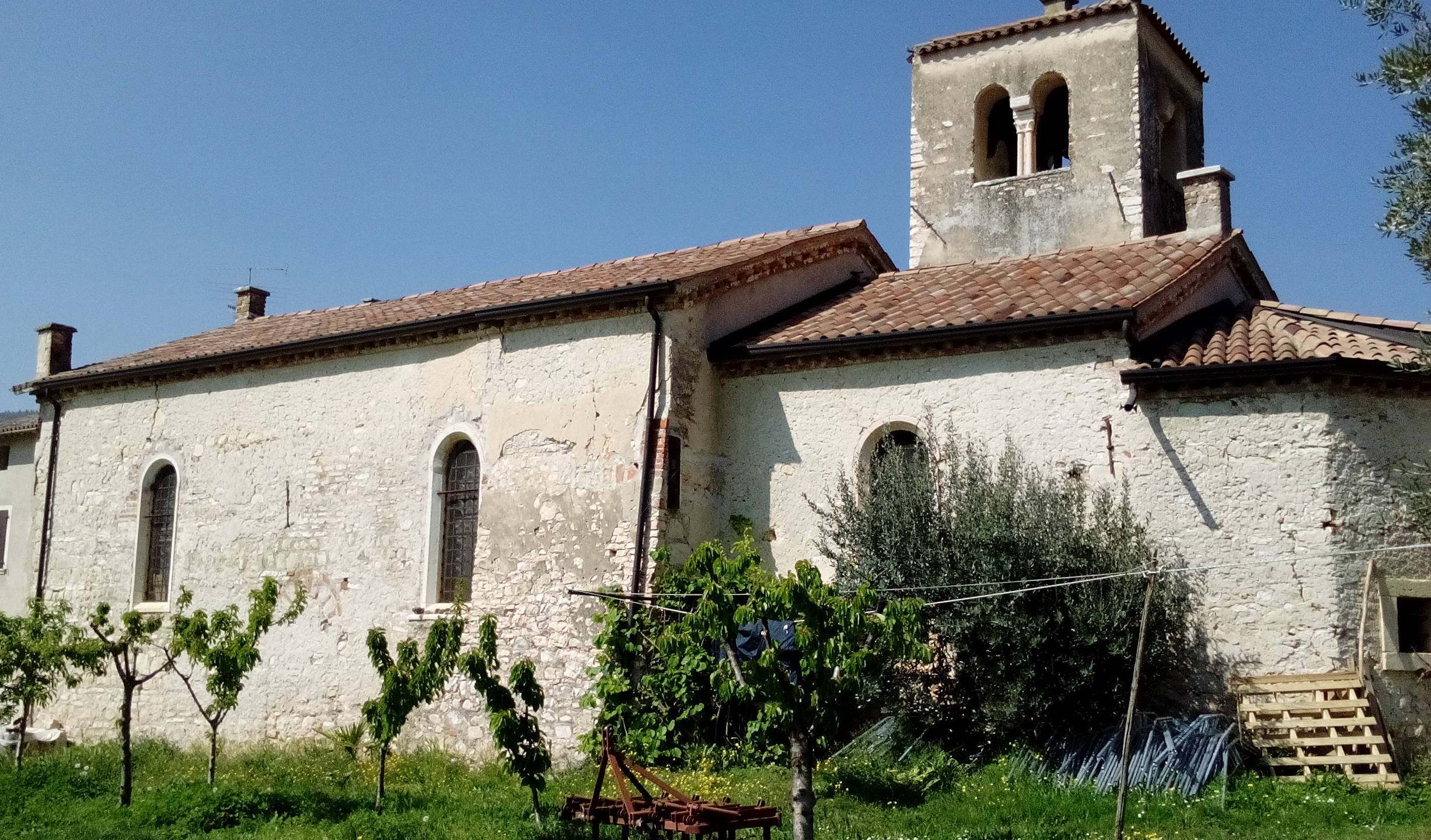
La quattrocentesca chiesetta di Santa Maria del Degnano.

Nel territorio fumanese si possono ritrovare numerosi edifici religiosi, alcuni dei quali di pregevole interesse. I più antichi che vi si possono ammirare risalgono all'epoca tardo medievale, e rappresentano squisiti esempli dell'architettura romanica veronese. Dalla metà del XVIII secolo si assiste alla costruzione di molte delle odierne chiese, talvolta realizzate su preesistenti opere medievali. Infatti, nel settecento a Fumane e a Mazzurega si riedificano le due chiese parrocchiali, mentre a Cavalo e a Breonio se ne costruiscono due di completamente nuove, in posizione diversa dalle due antiche.
- Chiesa di San Zeno, a Fumane (XVIII secolo). Attuale sede parrocchiale del capoluogo, dedicata all'ottavo vescovo di Verona. Nell XVIII secolo data la riedificazione su progetto di B. Dal Pozzo di un preesistente edificio duecentesco. All'interno, una pala di Antonio Balestra datata intorno al 1535 ed alcuni affreschi di Francesco Morone (dipinti tra il 1510 e il 1513) e altri della seconda metà del Cinquecento posti sulla volta e i lunettoni. Diviene autonoma dalla pieve di San Floriano nel 1436. La pianta della chiesa è a croce latina ad un'unica navata con due cappelle laterali ad absidi quadrati. L'ingresso, in direzione ovest, di forma rettangolare.[54]
- Chiesa Vecchia di Cavalo, a Cavalo (XV secolo). L'edificio attuale è del XV secolo, costruito su una precedente chiesa del periodo romanico. L'interno è affrescata da Paolo Ligozzi. Nel 1980, durante il rifacimento del pavimento, vien alla luce un'ara sacrificale dedicato a Lualda, divinità degli Arusnati. Cavalo viene elevata a parrocchia nel XIV secolo. servendo anche Mazzurega e Monte; era Rettoria con Priorato.[55]
- Santuario della Madonna de La Salette, a Fumane (XIX secolo). Edificato in posizione dominante sopra Fumane nel 1864, a circa 240 m. di quota, in seguito al voto fatto alla Madonna dagli abitanti per far terminare l'epidemia di peronospora che aveva colpito i vigneti.[56]
- Chiesa parrocchiale di Cavalo, (XVIII secolo). L'attuale chiesa parrocchiale è del 1785. All'interno è intonacata con affreschi di Marco Marcola del 1791 con soggetto gli Apostoli. Di Pio Patti, dello stesso anno, una tela Madonna in gloria, San Zeno, Sant'Eurosia e San Luigi posizionata sopra la porta principale. I decori sono di Giuseppe Trecca. Il campanile è del XIII secolo.[54]
- Chiesa parrocchiale di Mazzurega, (XVI secolo). Racchiude un dipinto di Antonio Badile del 1556, mentre gli altari laterali provengono da San Gregorio di Verona e sono del XVIII secolo.[54]
- Chiesetta di Santa Maria del Degnano, a Fumane (località Vaio) (XV secolo). La sua presenza è attestata nei documenti sino dal 1163. ma l'attuale edificio (consacrato nel 1500) fu riedificato integralmente nel XV secolo, rispettando l'originale stile romanico, caratterizzato da una facciata a capanna sovrastata da una lunetta con resti di un dipinto. All'interno si trova un ciclo di affreschi e una pala d'altare dipinti da Paolo Ligozzi nel 1610. Anche il campanile è del XV secolo.[57][58]
- Chiesa dei Santi Giovanni e Marziale, a Breonio (XV secolo). Conserva al suo interno alcune opere attribuite a due dei più noti artisti veronesi del tempo: Francesco Morone e Domenico Brusasorzi, rivelate durante il parziale restauro, compiuto nel 1963 a cura della Sovrintendenza ai monumenti di Verona[59][60].
- Ruderi della settecentesca chiesa di San Marziale, a Breonio (XVII secolo). Sorgono appena fuori dal paese in direzione di Gorgusello e Molina. Dopo la demolizione, in parte con le mine e in parte manuale, della chiesa rimane il presbiterio di cui pregevole è la volta decorata, il campanile, lacerti del muro perimetrale destro, e la ex canonica adiacente, tutti di proprietà privata. Sul retro resta anche il vecchio cimitero, ora in disuso.[54]

### Ville

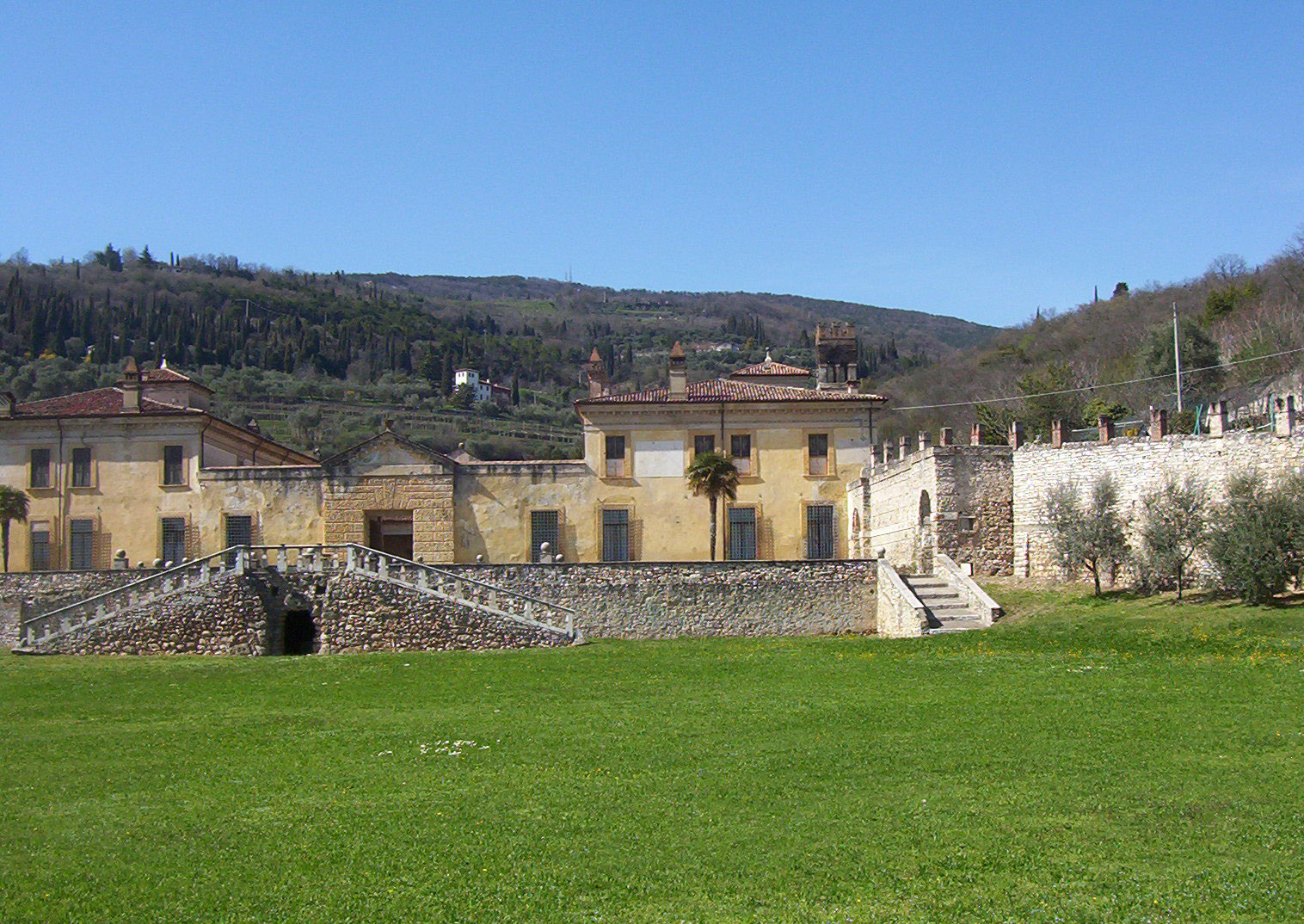
Villa Della Torre.

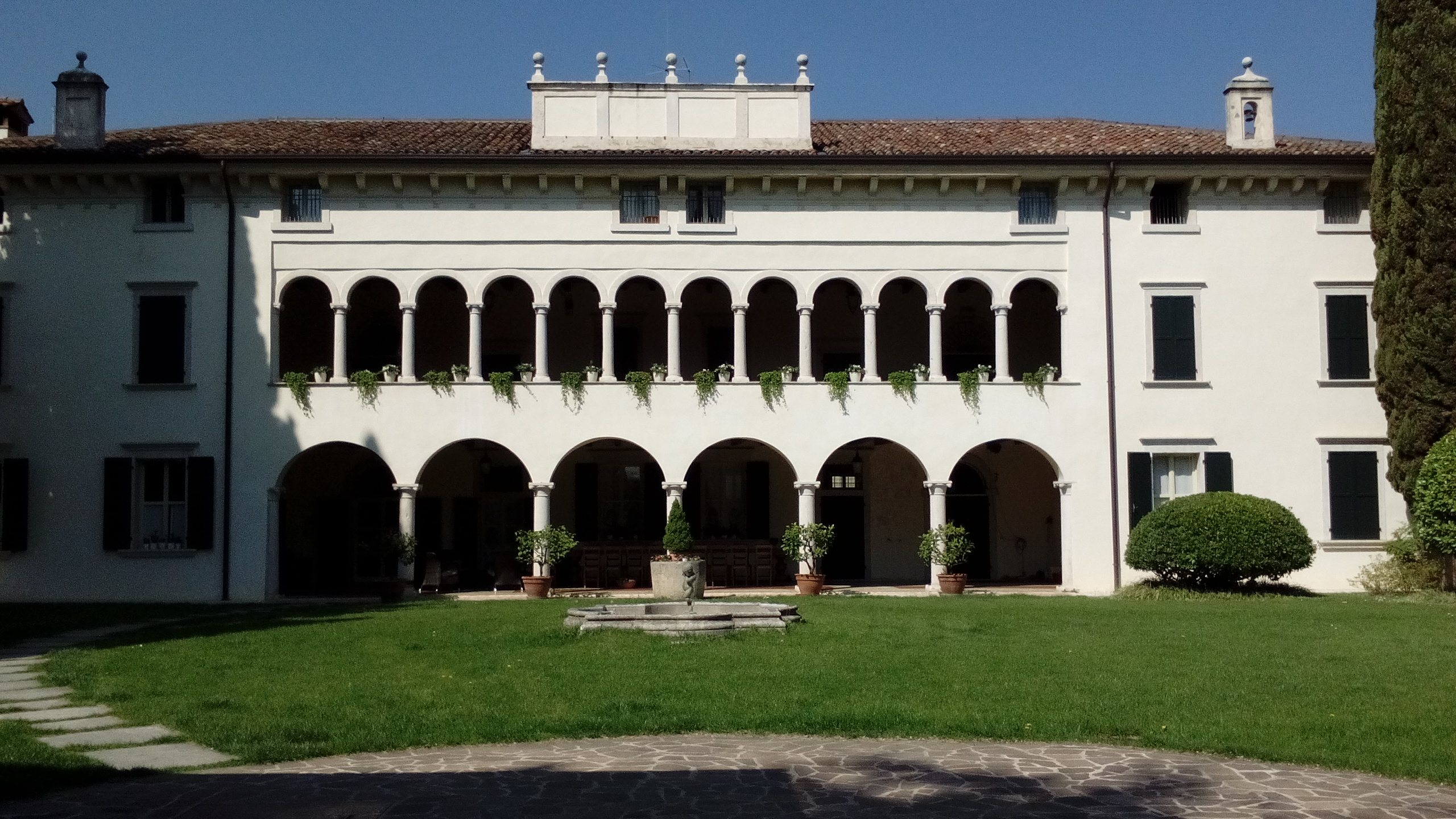
Corpo centrale di Villa Selle.

Il territorio fumanese vanta la presenza di ville venete di ragguardevole pregio storico-artistico. L'edificazione di queste dimore risale perlopiù all'epoca della dominazione veneziana e nasce dall'esigenza dei ricchi proprietari terrieri veronesi di trasferirsi saltuariamente in campagna per seguire la produzione agricola oppure per villeggiatura.
- Villa Della Torre, a Fumane (XVI secolo). Viene considerata una delle ville più interessanti del XVI secolo veronese. Non è certa l'attribuzione del progetto, potrebbe essere di Michele Sammicheli (concordemente se ne attribuisce il progetto relativo al tempietto a pianta centrale), di Giulio Romano o di Bartolomeo Ridolfi. Ha uno schema chiuso che ricorda le domus romane. La parte interna è costituita da tre cortili a piani crescenti, dove il più alto entra nell'ampio brolo e quello basso entra nel giardino. Una scalea curva porta dal primo cortile al peristilio.[61]
- Villa Selle, a Fumane in località Volta (XVI secolo). Il corpo centrale, realizzato nel cinquecento, si presenta con un portico a sei archi poggianti su colonne ioniche sovrastato da una loggia con dodici arcate a tutto sesto. Ai lati si estendono due ali risalenti al XVIII secolo. L'intero edificio, restaurato nel 1969, ha riportato allo stato originale alcune caratteristiche architettoniche originarie modificate negli anni.[62]
- Villa Ravignani Guarienti, a Fumane in località Piabi (XV secolo). Il complesso è formato da due corpi architettonici principali, da una casa per i dipendenti e da cantina che risale ai primi dell'Ottocento; è considerata tra le più belle della Valpolicella. Interessante la villa vera e propria, costruita, come affermano due iscrizioni, tra il Quattrocento e il Seicento.[63]
- Villa Ravignani, Bajetta, Antonietti, a Fumane. Il complesso padronale, la cui facciata ha subito alcune modifiche nella prima metà del XIX secolo, è composto da cinque corpi che formano insieme una corte. Di pregevole, all'interno, vi è da segnalare un monumentale camino in marmo.[64]

### Architetture militari
- Forte Masua, in località Masua. È una fortezza costruita dal Genio Militare del Regio Esercito Italiano tra il 1880 ed il 1885. Dopo il 1916, fu disarmata e trasformata in deposito delle retrovie, ed infine dismessa al termine della prima guerra mondiale. È ora di proprietà privata, in cattivo stato di conservazione nella parte interna.[65]

### Altri luoghi di interesse storico-naturalistico

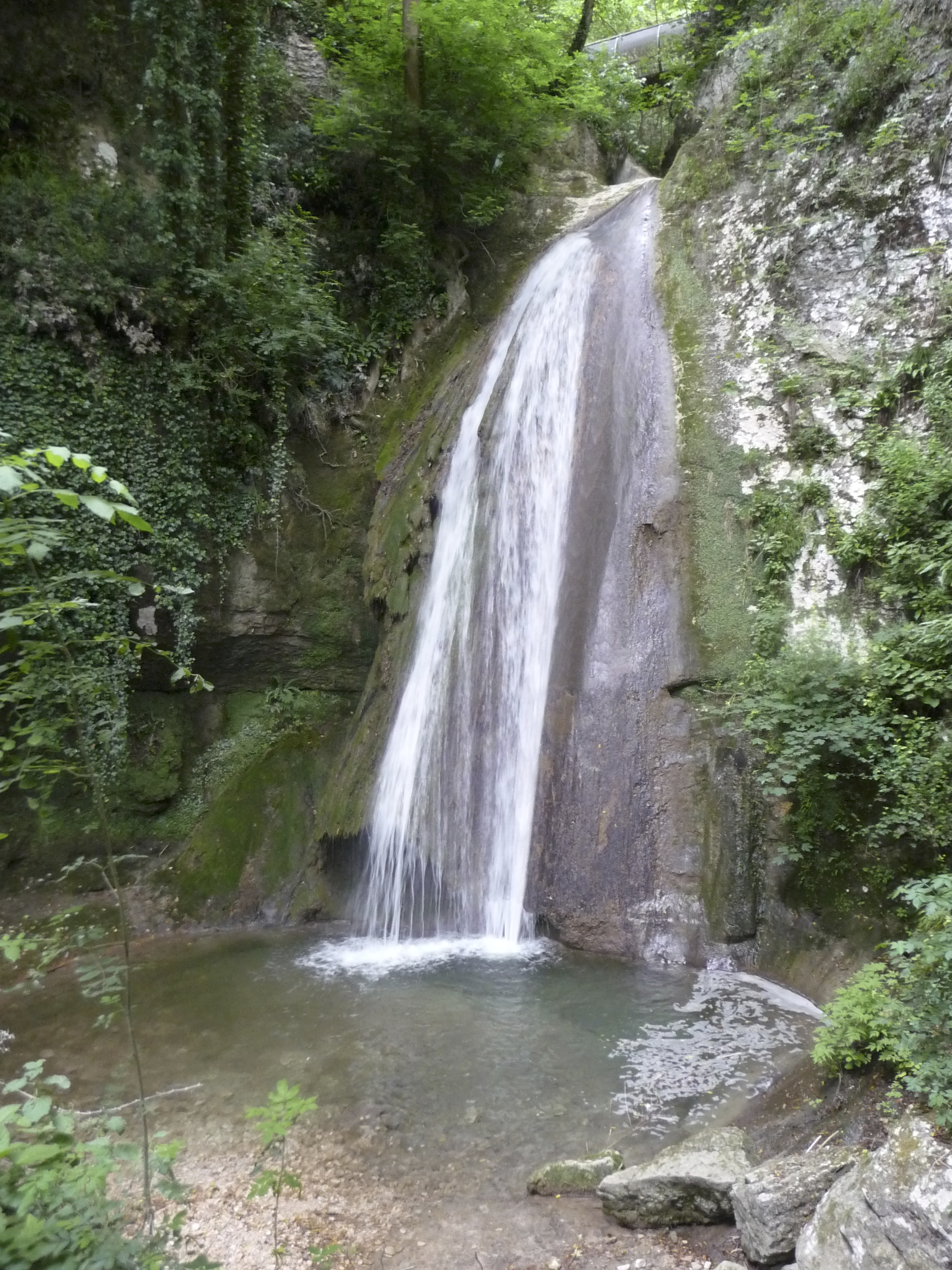
Parco delle cascate, a Molina

- Museo botanico di Molina. L'idea di un museo botanico nasce nel 1980, e l'inaugurazione avviene il 15 settembre dell'anno seguente. All'interno sono custodite oltre 300 specie arboree, che offrono una visione panoramica della flora e della vegetazione della Lessinia. Il 7 settembre 1996 venne inaugurato il rinnovamento del museo e intitolato a Giovanni Zantedeschi.[66]
- Parco delle cascate, a Molina di Fumane. Situato nella zona di confluenza con la Val Cesara ed il Vaio delle Scalucce. La zona, che si estende su circa 80 000 mq, si formò nell'era cenozoica (25-30 milioni di anni fa) con l'emersione delle rocce che furono così esposte all'azione erosiva e modellatrice degli agenti atmosferici.[12]
- Riparo Solinas, a Fumane, chiamata anche "Grotta di Fumane", è un sito archeologico di rilievo, recante tracce dell'insediamento dell'Homo neanderthalensis e dell'Homo sapiens. Viene considerato il sito più importante in Europa per il lungo periodo di utilizzo e per caratteristiche sue proprie. Fu scoperto nel 1962 da Giovanni Solinas e dal figlio Alberto Solinas, entrambi appassionati e studiosi della paleontologia e della preistoria locale.[18]

## Società

### Evoluzione demografica
Ufficialmente il censimento della popolazione è iniziato nel 1871, tuttavia, grazie a documenti storici, possiamo ricostruire l'andamento demografico anche nei secoli precedenti. Uno dei più antichi documenti giunti fino a noi è un verbale di un consiglio comunale del 1341. da cui si è potuto stimare che vi fosse un numero di abitanti compreso tra le trecentocinquanta e le quattrocento unità. Due secoli più tardi, secondo il resoconto di una visita pastorale del Vescovo di Verona Gian Matteo Giberti del 1532, Fumane aveva 660 residenti, mentre a Cavalo e a Mazzurega circa 400 e 250 rispettivamente. Nel 1573, nel capoluogo, si contano 130 nuclei famigliari, per complessivi 685 paesani. La crescita demografica subisce un brusco rallentamento quando, nel 1576, il territorio è martoriato da un'epidemia di peste che porterà la popolazione, l'anno successivo, a ridursi a soli 328 abitanti a Fumane, 50 a Mazzurega e 152 a Cavalo. In pochi anni, tuttavia, si registra una consistente ripresa tanto che, sul finire del XVII secolo, Cavalo torna a contare 233 abitanti e il capoluogo 604. In seguito, la peste del 1630 porta ad un nuovo crollo demografico, tanto che nel 1631 la popolazione di Fumane è composta da sole 346 individui, Cavalo 81 e Mazzurga 88.

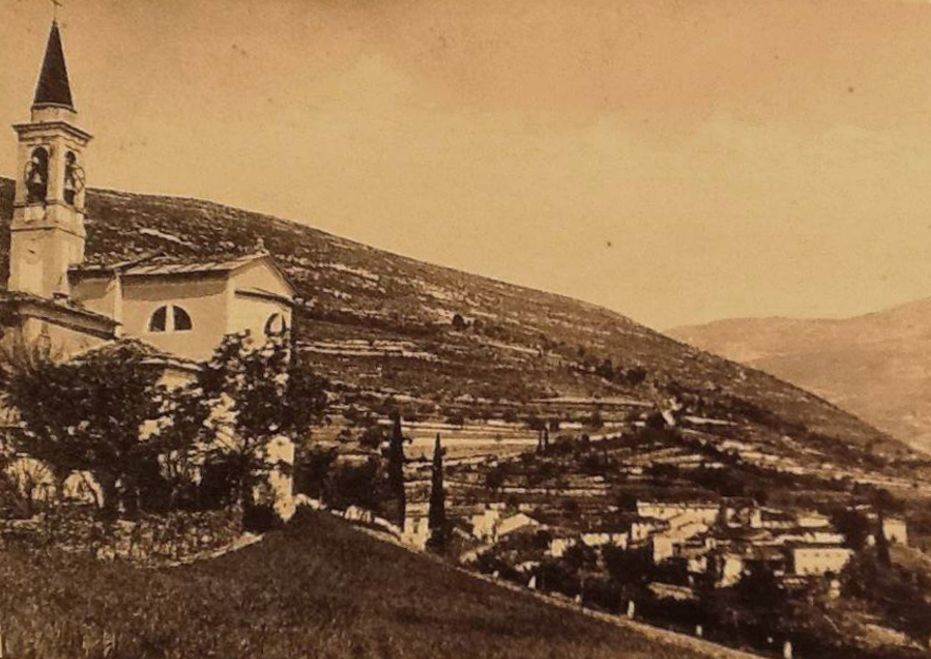
Mazzurega in una fotografia dei primi anni del XX secolo.

Grazie ad un periodo di particolare crescita economica e stabilità sociale, tra la fine del seicento e il settecento il territorio fumanese è protagonista di un vero boom demografico che, nonostante qualche flessione, perdurerà anche nel secolo successivo. Tra il 1771 e il 1841, Fumane passa da 785 abitanti a 1082, Mazzurega da 163 a 249 e Cavalo da 305 a 548. Dieci anni dopo, stando ai registri parrocchiali, si assiste ad un'emigrazione dai paesi di altura a favore del capoluogo a valle, tanto che 1851 Fumane è abitato da 1 450 unità, mentre la popolazione di Mazzuerega e Cavalo scenda rispettivamente a 260 e 360.

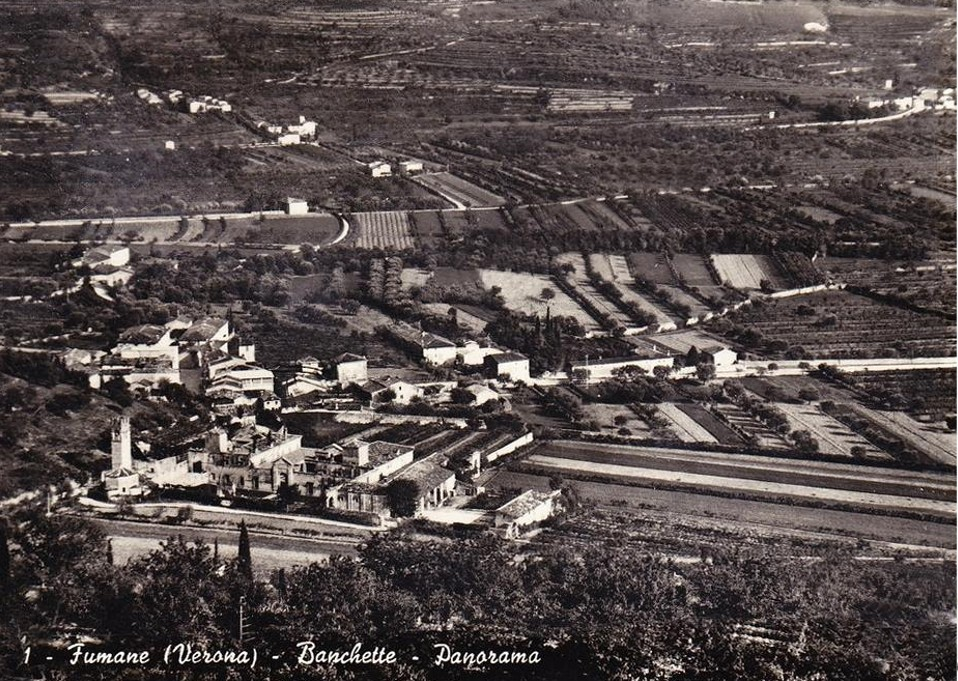
L'abitato di Banchette intorno agli anni 1960, un periodo di stagnazione della crescita demografica del territorio.

Un decennio dopo l'unificazione del Veneto al Regno d'Italia del 1866, le svantaggiose condizione economiche che si erano verificate portarono al fenomeno dell'emigrazione veneta che, tuttavia, coinvolse marginalmente gli abitanti della valle di Fumane. Nei primi secoli del XX secolo la popolazione cresce lentamente, fino ad arrivare ad un lieve diminuzione tra gli anni 1950 e 1970, quando parte della popolazione contadina preferisce inurbarsi alla ricerca delle offerte di lavoro provenienti dalla nascente grande industria. Con l'inizio del XXI secolo, la popolazione torna ad aumentare considerevolmente, non tanto per l'aumento della natività, quanto per il trasferimento di famiglie provenienti da altri comuni. in particolare dalla città di Verona, che qui cercano una migliore qualità della vita.
Abitanti censiti

### Etnie e minoranze straniere
A partire dagli ultimi decenni del secolo scorso, si è assistito ad un progressivo aumento della presenza di cittadini stranieri, che qui sono immigrati per trovare lavoro nell'agricoltura e nell'assistenza alla terza età. Al 31 dicembre 2014 nel territorio comunale risultavano presenti 264 cittadini non italiani, prevalentemente europei. Nel capoluogo si contavano anche 34 cittadini provenienti dall'Africa, 8 dall'America e 17 dall'Asia.

## Cultura

### Istruzione e biblioteche
L'istruzione è affidata all'Istituto Statale Comprensivo Bartolomeo Lorenzi che gestisce, sull'intero territorio comunale, due scuole dell'Infanzia situate a Breonio e a Fumane, due scuole Primarie a Breonio e a Fumane, e una scuola secondaria di Primo Grado nel capoluogo.
Fumane possiede una propria biblioteca, inserita nel sistema bibliotecario della provincia di Verona, ospitata presso il centro socioculturale in viale Verona. A completamento del servizio, negli anni 1990 sono stati istituiti due centri lettura a Cavalo e Breonio.

### Teatro e musica
Ogni anno, presso il teatro parrocchiale del capoluogo, si tiene la manifestazione "Sabato a Teatro", rassegna teatrale di commedie brillanti, giunta nel 2016 alla 27ª edizione.
Dal 1970 è attivo il "Coro Amici della Musica", vincitore nel 1975 del primo premio assoluto al Concorso Nazionale di Vittorio Veneto. Nel corso degli anni ha partecipato a festivals e si è esibito in moltissime città europee. Tra i suoi direttori si ricordano Giorgio Croci, Sebastian Korn e Daniela Candiotto.

### Cucina
Tra i piatti tipici della cucina fumanese si possono gustare i gnochi sbatui, fatti semplicemente con farina, acqua, burro e sale, un piatto semplice da cucinare per i malgari o i pastori all'alpeggio, polenta e musso (carne d'asino) oltre ai vari formaggi della Lessina come il monte Veronese. Il tutto viene accompagnato dai celebri vini che qui si producono, il Valpolicella (vino) (nelle varianti Superiore, Ripasso, e Classico), l'Amarone e il Recioto, quest'ultimo adatto come vino da dessert.

### Eventi
Come è tradizione in tutta la provincia di Verona, anche Fumane ospita diverse sagre, feste popolari della durata di alcuni giorni, caratterizzate da musica dal vivo e chioschi enogastronomici. Un appuntamento storico del capoluogo è la "Fiera di marzo", dedicata allo scambio di prodotti ed attrezzature agricole, e dell'artigianato. A Breonio, invece, la terza domenica di ottobre si tiene l'"Antica Fiera del Rosario", con l'obiettivo di valorizzare le produzioni biologiche locali.

## Geografia antropica

### Frazioni
Oltre al capoluogo (distinto nelle località Banchette, Fumane, Bertarole, Cà Melchiori, Casetta, Casterna, Isola, Osan, Piani, Vaio e Volta, Marega), il comune è composto anche dalla frazioni di Mazzurega (con Cavarena e la Cà), Cavalo (con Straval, Cesa Vecia, Casa Maur e Piazzi), Verago di Sotto e Verago di Sopra, Molina (con Manune) e Breonio (con Gorgusello di sopra, Gorgusello di Mezzo e Gorgusello di sotto, Sottosengia, Paroletto, Camporiondo, Forte Masua e Ruinal, Pizzolana, Togni, Moccoli, Sengiarossa e Bottesela).
Breonio e Molina appartengono al comune di Fumane soltanto dal primo giugno 1929, il periodo della grande ristrutturazione degli enti locali, quando furono annesse a Fumane dal comune soppresso di Breonio. Al tempo. il comune della Lessinia Occidentale si chiamava Breonio. e aveva sede in Sant'Anna d'Alfaedo dopo essere stato come sede anche a Fosse, tantoché lo stemma del vecchio comune, con i tre monti defilati, è passato a quello di Sant'Anna.

#### Molina

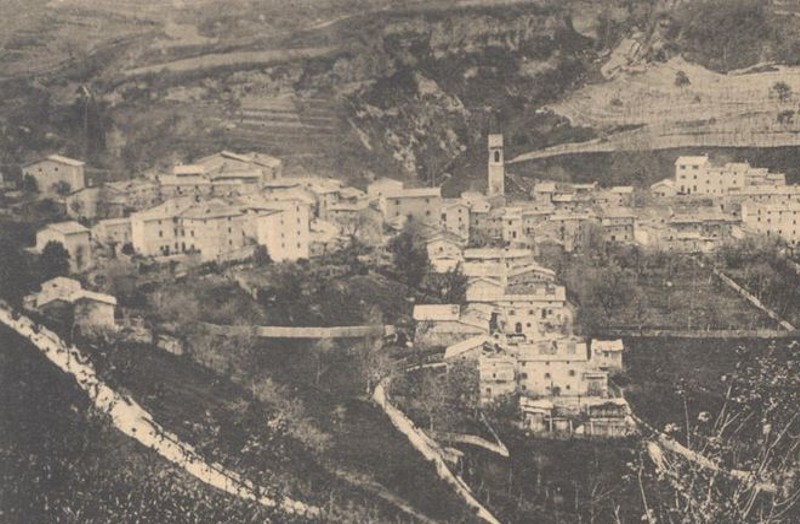
Fotografia d'epoca (probabilmente degli anni 1920) della frazione di Molina

Molina è situata ad un'altezza di 600 m s.l.m. e ad una distanza di 8,22 km dal capoluogo. Conta 114 abitanti, di cui tre di cittadinanza europea non italiana. Le prime notizie sulla presenza di un edificio di culto (inizialmente si parla di un modesto oratorio) si hanno in occasione dei resoconti di una visita pastorale del XVI secolo. Un nuovo edificio viene ultimato nel 1553 e intitolato a Sant'Urbano. Divenuto ormai vecchio e fatiscente, l'attuale chiesa parrocchiale venne edificata, in stile neoclassico, tra il 1904 e il 1910 ad opera dell'architetto Flaminio Fraccaroli.
Molina, famosa per il suo parco delle cascate, vanta anche il museo botanico della Lessinia, inaugurato il 15 settembre 1981.

#### Mazzurega

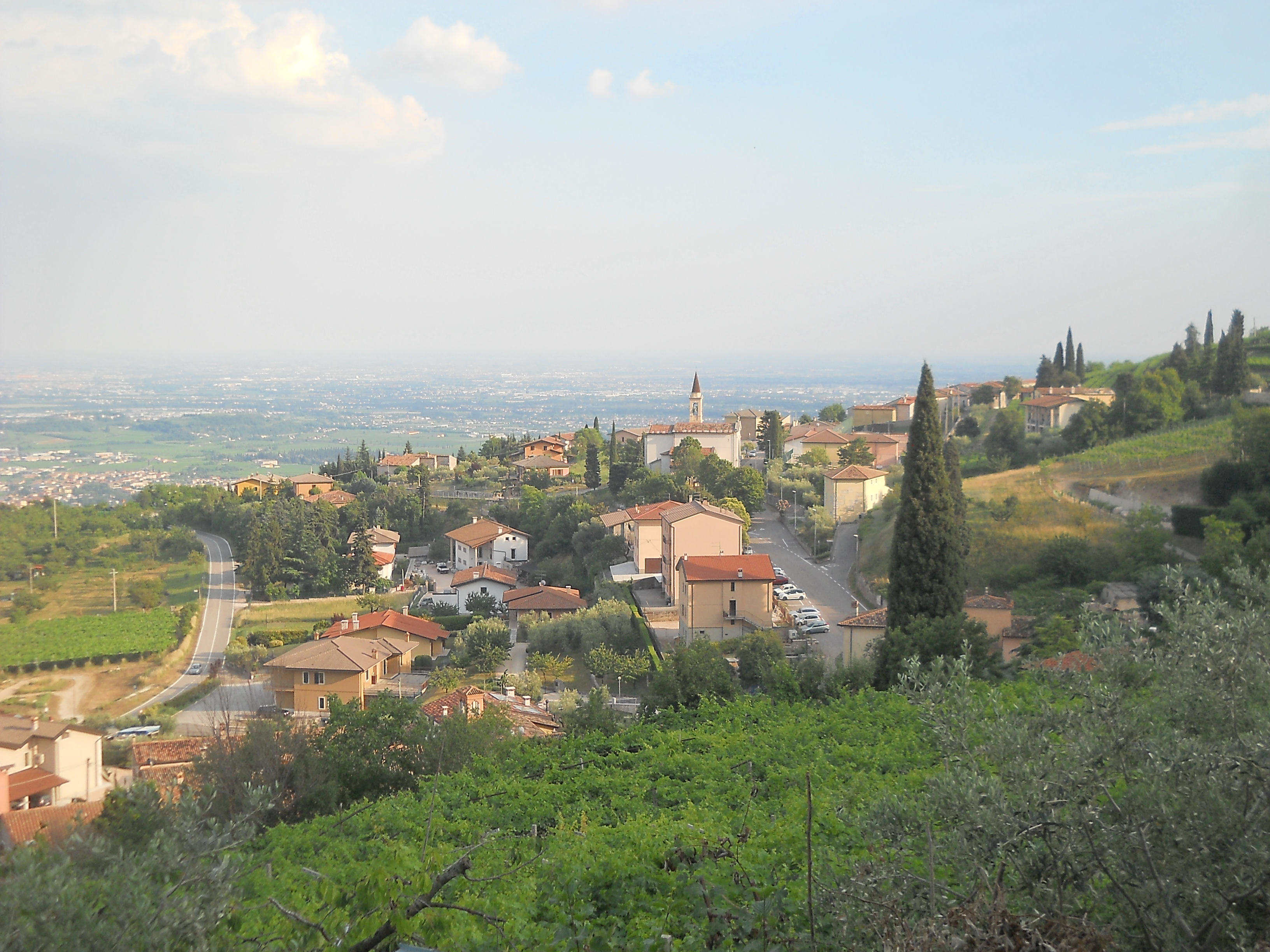
La frazione di Mazzurega.

A 1,96 km dal capoluogo e a circa 460 m s.l.m., lungo la strada provinciale n. 33, si trova la frazione di Mazzurega. Nel 2017, la popolazione dell'abitato è costituita da duecentonovantotto persone, di cui dieci stranieri.
La chiesa parrocchiale venne realizzata nel XVI secolo, e profondamente ristrutturata nel Settecento. All'interno, contiene un dipinto di Antonio Badile. Le case, perlopiù racchiuse intorno al centro della frazione, sono in gran parte realizzate con muro in sasso e tetto in cotto.

#### Cavalo

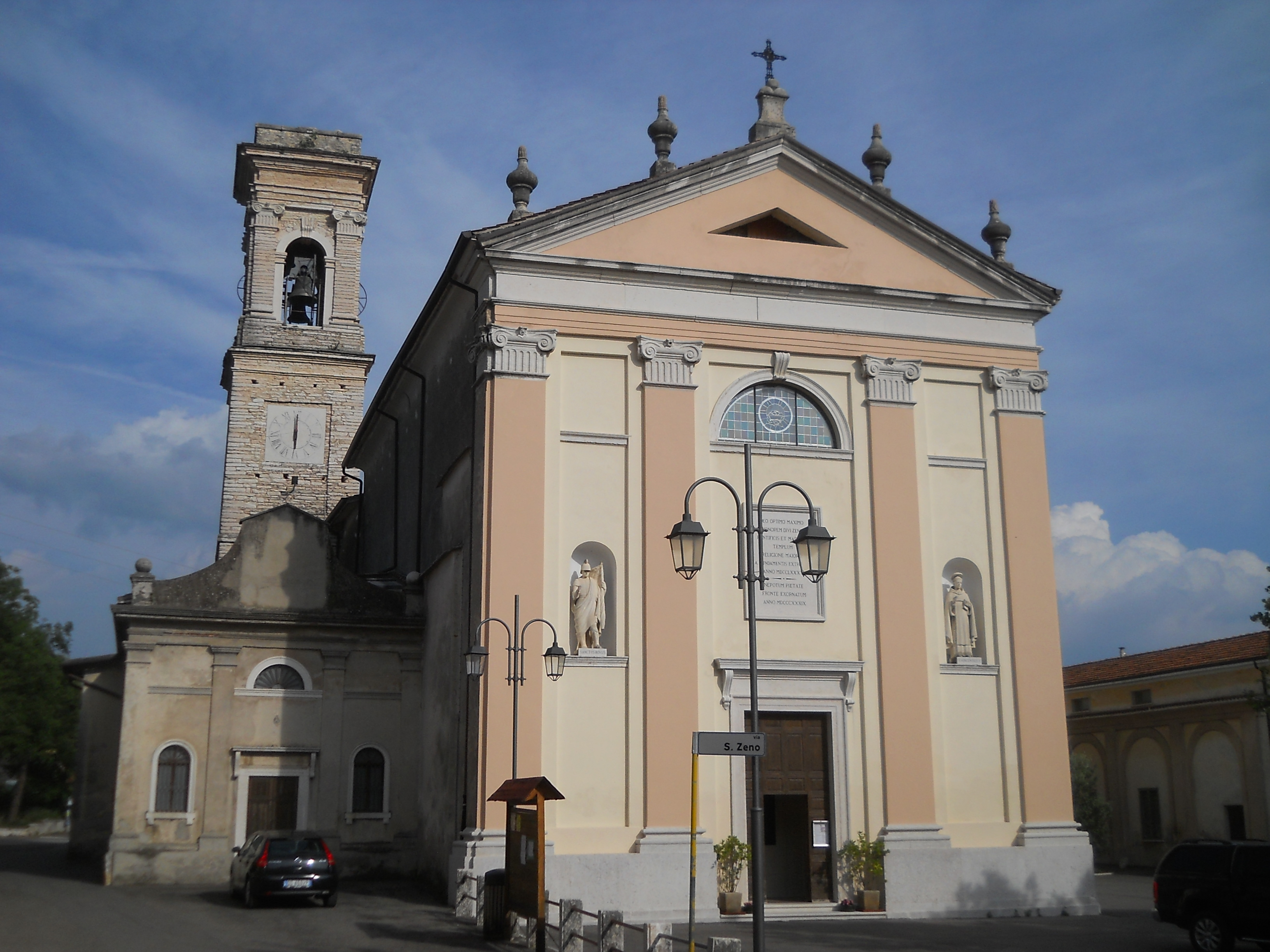
La nuova chiesa parrocchiale di Cavalo.

La frazione di Cavalo si trova a 3,6 km dal capoluogo, ed è posta tra Mazzurega e Breonio a circa 600 m s.l.m. La si raggiunge attraverso la strada provinciale n. 33 oppure con la n. 33/c, che scende verso il comune di Sant'Ambrogio di Valpolicella. Al 2017, Cavalo risulta abitato da trecentosessantasei persone, di cui sedici sono di provenienza straniera.
Molti degli edifici sono stati costruiti prima della metà del XX secolo e sono realizzati con muri a sasso e tetto in cotto. Fuori dall'abitato, sorge l'antica chiesa vecchia, mentre la nuova parrocchiale, posta al centro del paese, fu eretta a partire dal 1784 e consacrata nel 1789. Essa risulta adorna di affreschi di Marco Marcola.
Sul lato occidentale, l'abitato termina improvvisamente con una profonda insenatura, nota come "vaio di Cavalo".

#### Breonio
La frazione di Breonio sorge ad una altitudine di 860 metri s.l.m. e a circa 9,46 chilometri dalla casa comunale. È la frazione più a nord del territorio di Fumane. A Breonio vi sono 252 abitanti, tra cui si contano tre con cittadinanza non italiana: 2 europei e 1 proveniente dall'Africa.
Particolare è la vicissitudine della Chiesa parrocchiale di Breonio: abbandonata la vecchia chiesa di San Marziale perché evidentemente troppo piccola, un nuovo grandissimo tempio fu costruito fuori del paese sopra Gorgusello e Molina in modo da servire meglio anche quelle due località. L'atto di donazione del terreno da parte del parroco è del 1758. I lavori perdurarono fino al 1835, ma pochi anni dopo la consacrazione della chiesa, per eccessivo peso della costruzione gravante su terreno di natura franosa, cominciarono ad apparire crepe e fessurazioni nelle murature e nella volta del tempio, aggravatesi dopo il sisma del 1882, tant'è che la chiesa venne chiusa a tempo indeterminato nel 1890. Successivamente, dopo tre anni di restauri, la chiesa nel 1893 fu riaperta al culto, ma nel 1949 il riapparire di fessurazioni condusse alla dolorosa decisione di chiudere definitivamente al culto la chiesa nel 1952, che venne minata nel 1958 per recuperare materiale necessario alla costruzione della nuova parrocchiale di San Marziale in Santa Maria Regina, che accoglie quasi tutto il patrimonio artistico della "cesa vecia".

## Economia

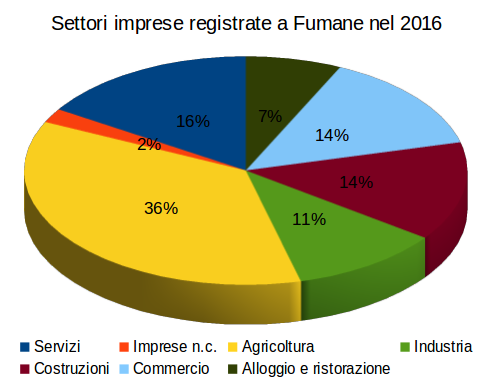
Imprese registrate a Fumane per settore nel 2016

Da territorio esclusivamente agricolo, Fumane si è trasformato in un centro con economia imperniata nell'industria e nel terziario, affiancato da un'agricoltura altamente specializzata in prodotti di qualità. È zona di produzione del vino Valpolicella classico DOC, dell'Amarone classico DOC e del Recioto classico DOC. Al 2016, Fumane contava 452 società (in particolare 43 società di capitali, 91 società di persone e 313 imprese individuali) in leggera flessione del 2,6% rispetto all'anno precedente; tuttavia, il 3% di queste imprese risultava inattivo. Tra le imprese registrate, 125 erano artigianali, 91 a conduzione femminile e 15 aperte da cittadini extracomunitari.
Come si vede dal grafico a destra, nel 2016 a Fumane tra le imprese registrate il 16% operava nel settore dei servizi, il 14% nel commercio e altrettante nelle costruzioni, l'11% aveva carattere industriale, il 7% dedicate all'alloggio e alla ristorazione, mentre ben il 36% erano imprese agricole.

### Settore primario

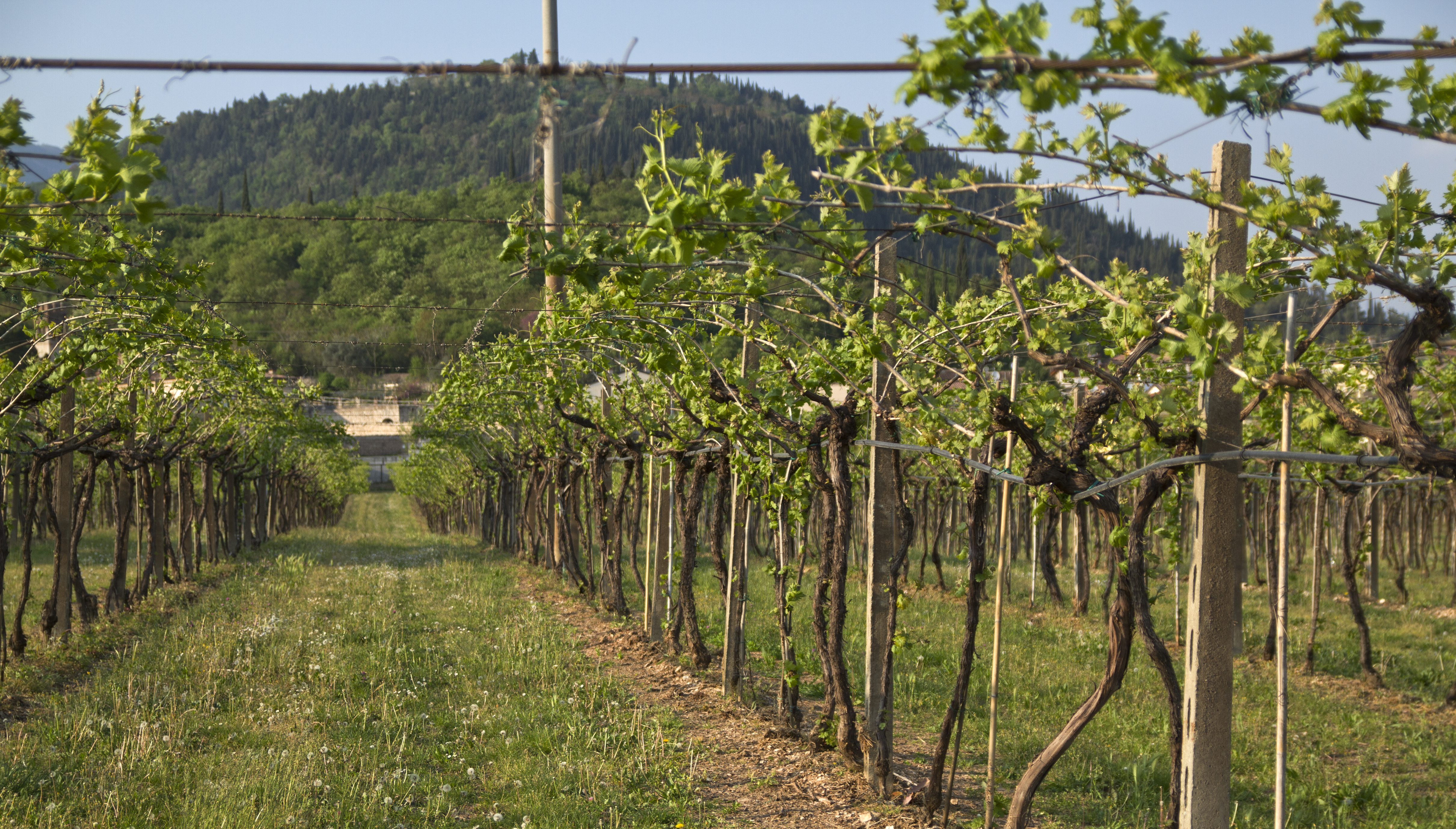
Alcuni filari di viti a Fumane

Per tutta la sua storia, l'agricoltura e l'allevamento, hanno rappresentato per Fumane la centralità della sua economia. Qualche dato storico ci viene da un censimento comunale risalente al 1555, da cui sappiamo che nel capoluogo vi erano 115 prati su cui pascolavano 36 bovini da giogo, 25 cavalli da tiro e 1 000 pecore. A Cavalo e Molane si producevano 80 carri di fieno (contro i 160 di fumane) e gli allevatori potevano contare su 600 pecore e 200 capre, oltre che 18 bovini e 8 cavalli da tiro. Anche Mazzurega vantava numeri simili, anche se leggermente inferiori. Nei cortili dei paesi si trovavano oche, galline, conigli, maiali e vi erano numerose torri colombaie.
Dalla metà del XIX secolo, l'attività agricola a Fumane, in particolare quella inerente alla vite, appare arretrata e inefficiente. Per far fronte a periodi di scarsità, i contadini ricorrono all'ampliamento delle terre coltivate, piuttosto che investire in rinnovamento e nella specializzazione agricola. Sono questi i decenni in cui le culture subiscono devastazioni da fenomeni naturali e, soprattutto, dalle epidemie di peronospora, filossera e oidio; basti pensare che solo negli anni 1860 si inizierà a trattare le viti con il rame al fine di proteggerle da quest'ultimo parassita (al tempo, con uno scopino di saggina, intinto in una bacinella).
Questa arretratezza causerà carestie e malattie nella popolazione più povera ma, di contro, porterà, seppur molto lentamente, a cercare di porre dei miglioramenti nelle coltivazioni al fine di migliorare la produttività e la qualità dei prodotti. Oggi, Fumane può vantare una eccellente produzione di uve, in particolare le qualità di Molinara, Rondinella e Corvina, con cui si realizzano il Valpolicella, il Recioto, l'Amarone, pregiati vini apprezzati sui mercati internazionali. Dagli anni 2000 si è assistito ad un sensibile calo nella coltivazione del ciliegio (spesso la sua coltivazione è stata soppiantata da quella della vite) che aveva avuto il suo apice negli anni 1980 e 1990. Diversa sorte per l'olivo, inizialmente raro, a partire dagli anni 2000 ha conquistato sempre più interesse anche da parte delle aziende vinicole, che così possono offrire anche olio locale ai propri clienti. Nel 2006 nel comune di Fumane si contavano 162 imprese agricole registrate, in leggero calo con le 169 registrate alla camera di commercio due anni prima.

### Attività estrattiva e industriale
Nelle frazioni montane del comune di Fumane, l'estrazione e la lavorazione della pietra (pietra della Lessinia) ha origini antiche. A causa tuttavia della lontananza dal centro urbano, per secoli tale attività non venne valorizzata, rimanendo dedicata al solo soddisfacimento delle esigenze edilizie locali. Bisognerà aspettare la costruzione delle prime strade e l'introduzione dei veicoli a motore affinché questo settore inizi a progredire. Così, a partire dagli anni 1920, sul monte Pastello iniziano a comparire le prime cave dove si iniziò il processo estrattivo non solo in galleria, ma anche a cielo aperto, che continua tutt'oggi (2018).
Nel 1962, nella valle di Progni viene costruito un importante cementificio per consentire lo sfruttamento dell'ottima qualità della marna che si poteva estrarre dalle colline. L'opificio arriverà a produrre fino a 30 000 quintali di cemento al giorno nel 2007, quando inizierà il suo declino che si concluderà con la chiusura e l'abbandono della struttura, avvenuta a novembre 2016, in seguito alla sentenza del Tribunale Amministrativo Regionale del Veneto, che impedisce la costruzione di una torre con funzione di inceneritore di rifiuti. Il settore industriale, che ha visto anche la chiusura nel 2015 di una fabbrica di batterie per automobili, è oggi così ridotto quasi esclusivamente ad attività correlate con l'attività vinicola.

### Commercio, turismo e servizi
Il turismo ha un rilevante peso nell'economia del paese, con presenza di numerose strutture ricettive che vanno dai più semplici Bed and breakfast fino ad alberghi di gran lusso, situati il più delle volte in antiche ville venete. L'attività alberghiera è favorita in particolar modo dai numerosi eventi che avvengono a Verona, come il Festival lirico areniano e le fiere Marmomacc e Vinitaly. Al 2016 si contano 30 attività di alloggio e ristorazione.
La crescita sostenuta dell'economia del paese ha portato ad un incremento del settore dei servizi, tuttavia limitato dalla decentralizzazione della valle rispetto al resto della Valpolicella. Nel capoluogo vi è uno sportello bancario. Nel 2016 si registravano in tutto 65 imprese commerciali e 72 dedicate ai servizi.

## Infrastrutture e trasporti
La conformazione della valle di Fumane, stretta e allungata da sud a nord, ha influito sullo sviluppo del sistema viario. Nel periodo di massima produzione del cementificio posto a nord del capoluogo, nella valle dei Progni, gli abitanti di Fumane hanno dovuto fare i conti con un notevole traffico, soprattutto di mezzi pesanti, che ha messo a dura prova la viabilità del paese. Con la chiusura dello stabilimento la circolazione è tornata ad essere moderata e la rete di strade appare oggi più che sufficiente.
La strada provinciale n.33 del Pastello è il principale asse viario che attraversa il comune. Parte da San Pietro in Cariano e sale verso la Lessinia attraversando prima il centro del capoluogo per poi raggiungere Mazzurega, Cavalo e Breonio. Prende il nome dal Monte Pastello.
Sul territorio comunale non transita alcuna linea ferroviaria. La più vicina stazione è quella di Domegliara, posta a circa 8 km dal capoluogo. Nella prima metà del 1900 e era in funzione la ferrovia Verona-Caprino-Garda che attraversava il vicino comune di San Pietro in Cariano; la linea venne soppressa nel 1959. Fumane è servita da un servizio di trasporto pubblico su autobus, gestito dall'azienda ATV, che fornisce un collegamento diretto con la città di Verona.

## Amministrazione
| Periodo     | Periodo     | Primo cittadino         | Partito                             | Carica  | Note   |
| ----------- | ----------- | ----------------------- | ----------------------------------- | ------- | ------ |
| luglio 1985 | giugno 1990 | Domenico Bianchi        | Democrazia Cristiana                | Sindaco | [ 89 ] |
| giugno 1990 | aprile 1995 | Pierpaolo Brugnoli      | Lista civica                        | Sindaco | [ 90 ] |
| aprile 1995 | giugno 1999 | Fernando Cottini        | Liste civiche di Centro-sinistra    | Sindaco | [ 91 ] |
| giugno 1999 | giugno 2004 | Fernando Cottini        | Lista civica                        | Sindaco | [ 92 ] |
| giugno 2004 | giugno 2009 | Mirco Corrado Frapporti | Lista civica                        | Sindaco | [ 93 ] |
| giugno 2009 | maggio 2014 | Domenico Bianchi        | Il Popolo della Libertà - Lega Nord | sindaco | [ 94 ] |
| maggio 2014 | maggio 2019 | Mirco Corrado Frapporti | Lista civica                        | sindaco |        |
| maggio 2019 | maggio 2024 | Daniele Zivelonghi      | Lista civica                        | sindaco |        |

### Gemellaggi
Nel corso degli anni, l'amministrazione comunale di Fumane ha siglato gemellaggi con i seguenti comuni italiani ed esteri:
- Tratalias[95]
- Urdinarrain[95]
- Atapuerca[95]

### Altre informazioni amministrative
Fa parte della Comunità montana della Lessinia e dell'area del Parco della Lessinia.

## Sport
A Fumane vi sono diverse realtà sportive. Presso i campi sportivi del capoluogo, gioca l'A.S.D. Fumanese Calcio e la squadra locale di tamburello. Nel 2002 è nata la società di pallacanestro Fumane Basket che nel 2007 si è unita con la società Sant'Ambrogio Basket e ora è denominata ASD Basket Fu.Sa. Nella valle dei progni vi sono delle piscine dove si allena una società di nuoto sincronizzato. Dal 1985 opera l'associazione sportiva dilettantistica Fumane triathlon.